# Le Fleury
Pour les articles homonymes, voir Fleury.
Le Fleury est un parc d'attractions situé à Wavrechain-sous-Faulx, dans le Nord, en France. Fondé en mai 1968 par la famille Persennot sur leur terre agricole sous la forme d'une base de loisirs avec camping, le site se voit doté d'une discothèque à partir de 1972. Racheté en 2011, il se développe depuis sous la forme d'un parc d'attractions.

## Historique
Sur un terrain de vingt-sept hectares une base de loisirs est ouverte le 5 mai 1968 sur une portion du domaine.

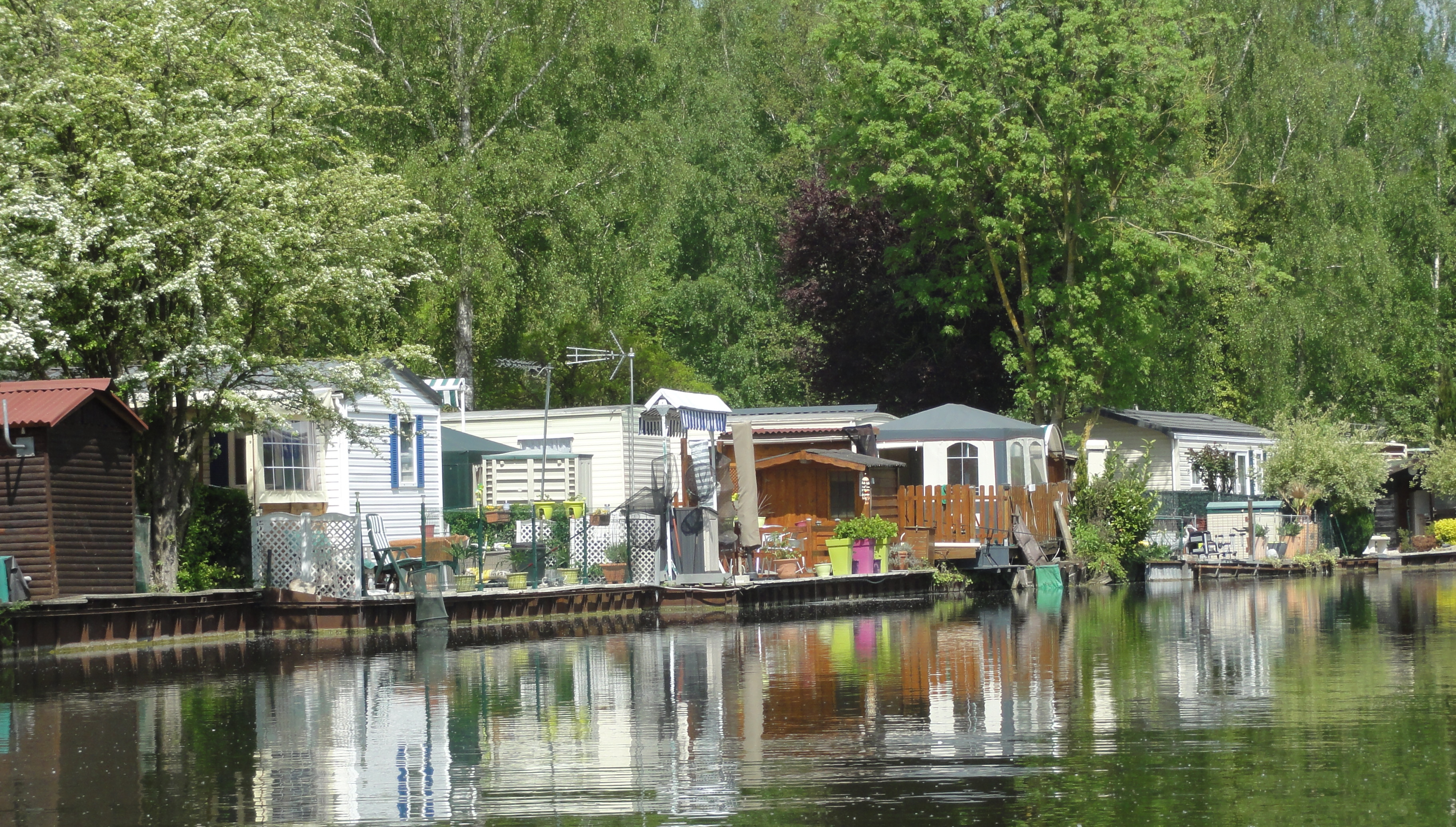
Le camping vu depuis un des étangs.

Une discothèque est ouverte en 1972.
Un mini-golf de dix-huit trous est créé en 1986. Une piscine extérieure et quelques toboggans aquatiques sont situés au centre du domaine. Le Petit Train, également nommé Fleurby Express, est mis en service en 2004. Deux ans plus tard, ce sont les chaises volantes. Ces attractions sont du constructeur SBF Visa Group. En 2006 encore, un kart électrique pour enfants est ouvert.
En 2011, la base de loisirs est reprise par Teddy Vandrisse, trente ans, avec son épouse Alice, via la société par actions simplifiée Téo ; Téo étant le prénom du fils des nouveaux propriétaires. Ils en assurent l'exploitation tandis que le foncier a été racheté par la communauté d'agglomération de la Porte du Hainaut. Le projet de reprise est évalué à deux millions d'euros. Rodéo, un rodéo mécanique, est mis en service.
En 2012, Fleurby, la mascotte du parc, un lapin anthropomorphe, est redessiné, et a une compagne qui s'appelle Fleurbelle. Accrospider, un parcours acrobatique en hauteur, est mis en service.
En 2013, le Mégabong, un reverse bungee, est mis en service, il devient plus tard la Catapulte ; ainsi que l'Aéroclub, un bateau à bascule pour enfants de SBF Visa Group.
En 2014, le Graviti, un enterprise de Huss Rides est ouvert.
En 2016, les premières montagnes russes sont ouvertes : Imoogi,. La Carotte, une tour de chute pour enfants de SBF Visa Group, est installée, ainsi que le Cocoon, une piscine à balles située dans le restaurant principal du parc. 750 000 € sont investis en 2016.

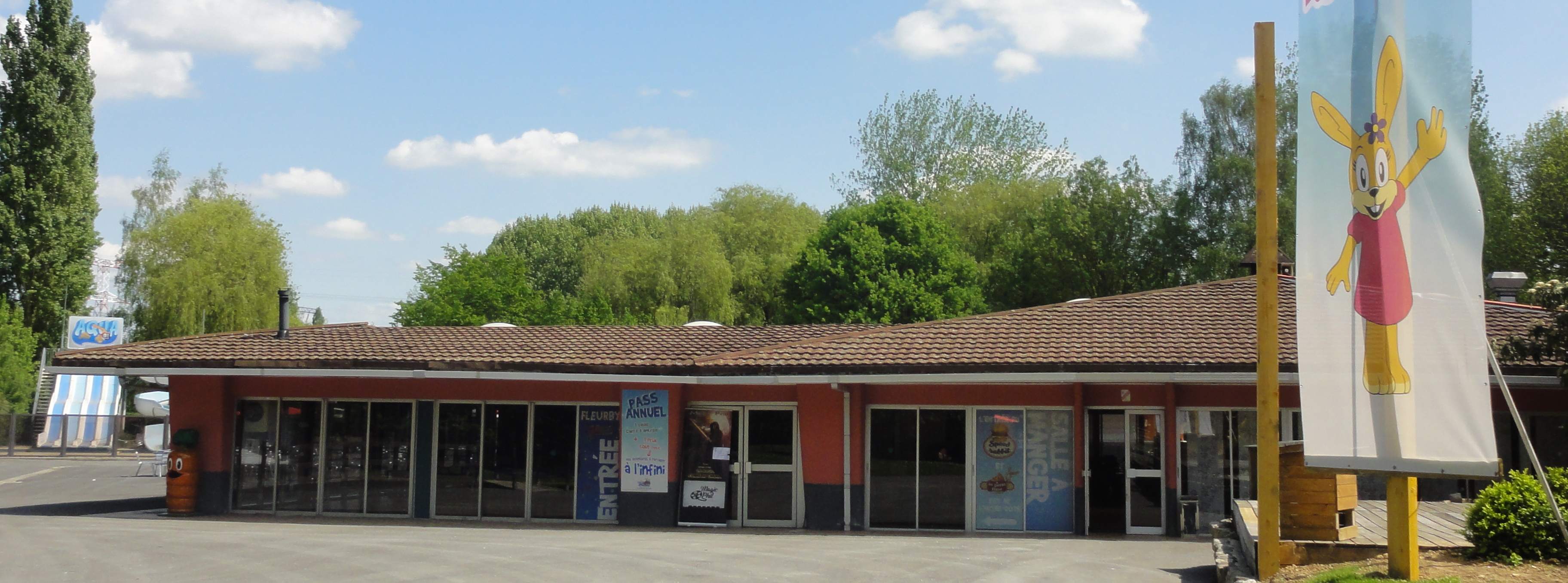
Le restaurant est situé au cœur du parc.

En 2017, le parc ouvre l'Aircraft, des montagnes russes junior de SBF Visa Group, et le cinéma 5D, un cinéma 4-D de SANY où deux films sont diffusés en alternance, ce qui représente un investissement de 200 000 €. Des enceintes sont installées afin de créer un fond sonore dans tout le parc, et une pizzéria est ouverte.
En 2018, le Graviti ouvert lors de la saison 2014 est retiré. Deux attractions sont ouvertes dans le Monde d'Hélios : Drakkar, un bateau à bascule, et l'Épée d'Odin, une tour de chute, ces deux attractions sont du constructeur SBF Visa Group. L'Accrospider est démonté en 2018.
En 2019, deux attractions d'EOS Rides sont ajoutées à la place de la Ferme en liberté : les Chopes d'Égil, des tasses à café ; et le Marteau de Thor, de type pendulaire. L'Antre du Cyclope, une maison de l'horreur développée en interne, est ouverte à côté des Chopes d'Égil pour la saison d'Halloween. Cette fête entraîne l'ajout de décorations à travers le parc.
L'ouverture est retardée jusqu'à mi-juin 2020 à la suite des mesures imposées face à la Covid-19. À la place d'une petite aire de jeux, des chaises volantes pour enfants, le Léonardo, sont mises en service. Le parc ouvre en août Bayou Express, des montagnes russes en métal de Zierer : il s'agissait de 1999 à 2018 de l'attraction Karavanen dans le parc Tivoli Gardens au Danemark.
En 2021, le parc devait ouvrir le 3 avril, mais avec les différentes mesures liées à la Covid-19, il n'a rouvert que le 12 juin. La mise en place du passe vaccinal entraîne une chute brutale de la fréquentation.
En mai 2022, trois nouvelles attractions sont mises en service : Rhaégal, des montagnes russes en métal, elles viennent remplacer Immogi ; Valéron, un manège ; la Warotte, une mini-roue, située près de l'entrée. Les trois nouveautés représentent un investissement allant entre 400 000 et 450 000 €. Rhaegal tient sur une emprise de dix-sept mètres sur trente, son constructeur est I.E. Park, il s'agissait de 2010 à 2021 de l'attraction Runaway Timber Train du parc Landmark Forest Adventure Park (en), revendue 150 000 € au Fleury pour s'en débarrasser à la suite d'un déraillement pour faute de maintenance qui avait blessé deux enfants,. Le même mois, le parc apparaît avec d'autres dans un reportage diffusé dans Capital sur M6, il y est indiqué que la Warotte a été rachetée aux propriétaires du parc mexicain La Feria Chapultepec Mágico pour 29 000 €, celui-ci ayant fermé à la suite d'un accident ayant causé cinq blessés et deux morts sur les montagnes russes du constructeur Anton Schwarzkopf Quimera (en). Le parc prévoit alors de racheter le foncier à la communauté d'agglomération de la Porte du Hainaut.
En 2023, une maison de l'horreur est ouverte au fond du parc, près du camping, pour Halloween.
En 2024, le Red Bus et le Dock's Boat sont installée à la place de la piscine et des toboggans aquatiques qui ont été détruits. La communauté d’agglomération de la Porte du Hainaut revend à la société Jube Patrimoine proposée par l'exploitant du parc le terrain pour un montant de plus d'un million d'euros,. Le Red Bus n'a jamais été mis en service et a été retiré à l'issue de la saison.
En 2025, le Rodéo présent depuis 2011 est retiré, le bâtiment est étendu et accueille un manège pour enfants dénommé la Ruche, juste à l'arrière, dans une zone alors inoccupée, est mise en place une aire de jeux nommée les Herbes Hautes. Les investissements représentent 500 000 €.
Des montagnes russes sont envisagées pour 2028, à l'occasion des soixante ans d'ouverture du site. Avant cette échéance, des bûches sont prévues, une étude environnementale a lieu en 2024, année où il est indiqué que le parc dispose d'un potentiel de vingt-trois hectares pour se développer. L'objectif est d'atteindre 300 000 visiteurs par an en 2030. Des ombrières solaires sont prévues. 

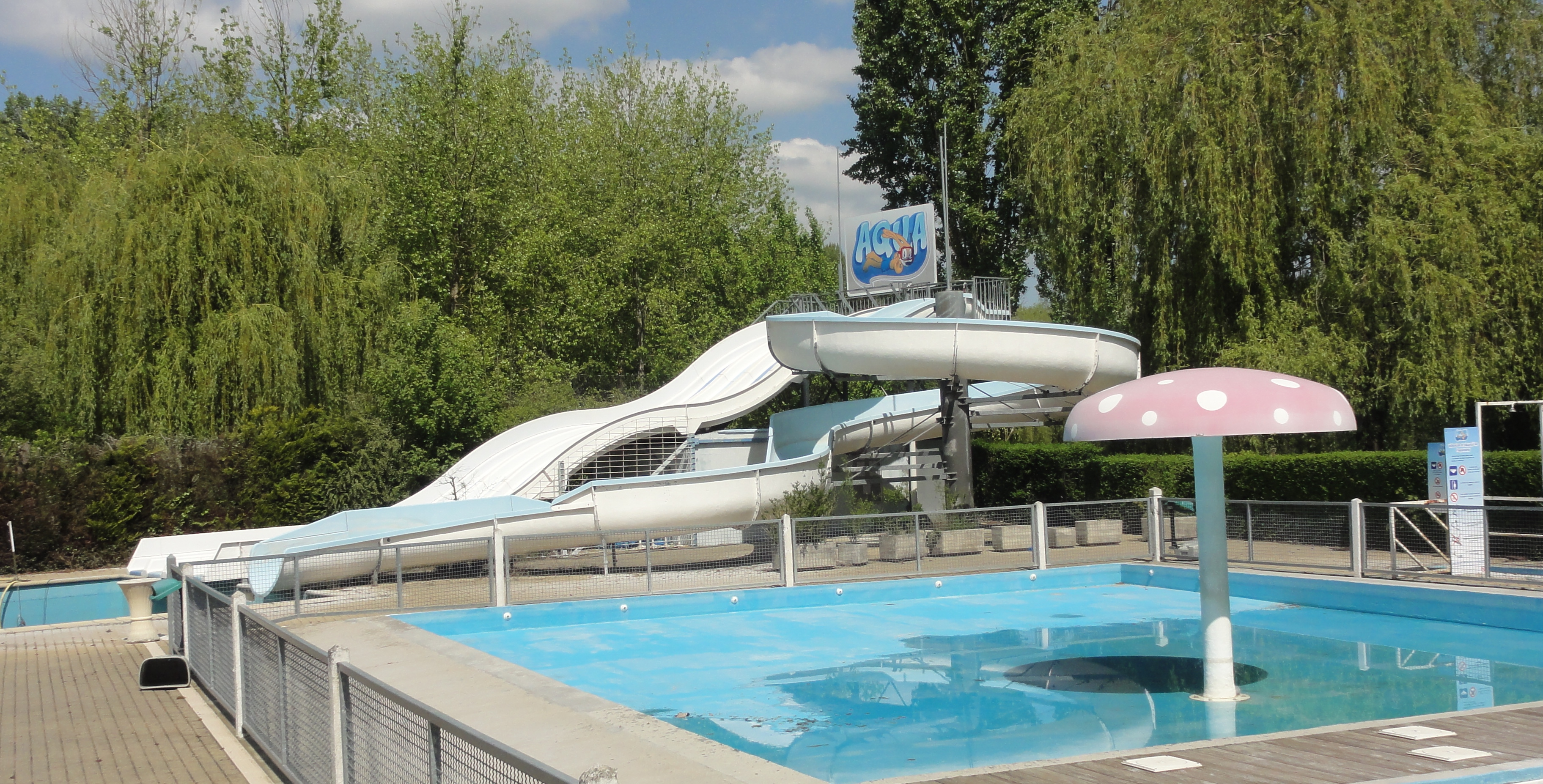
Les toboggans aquatiques, en service jusque fin 2023.
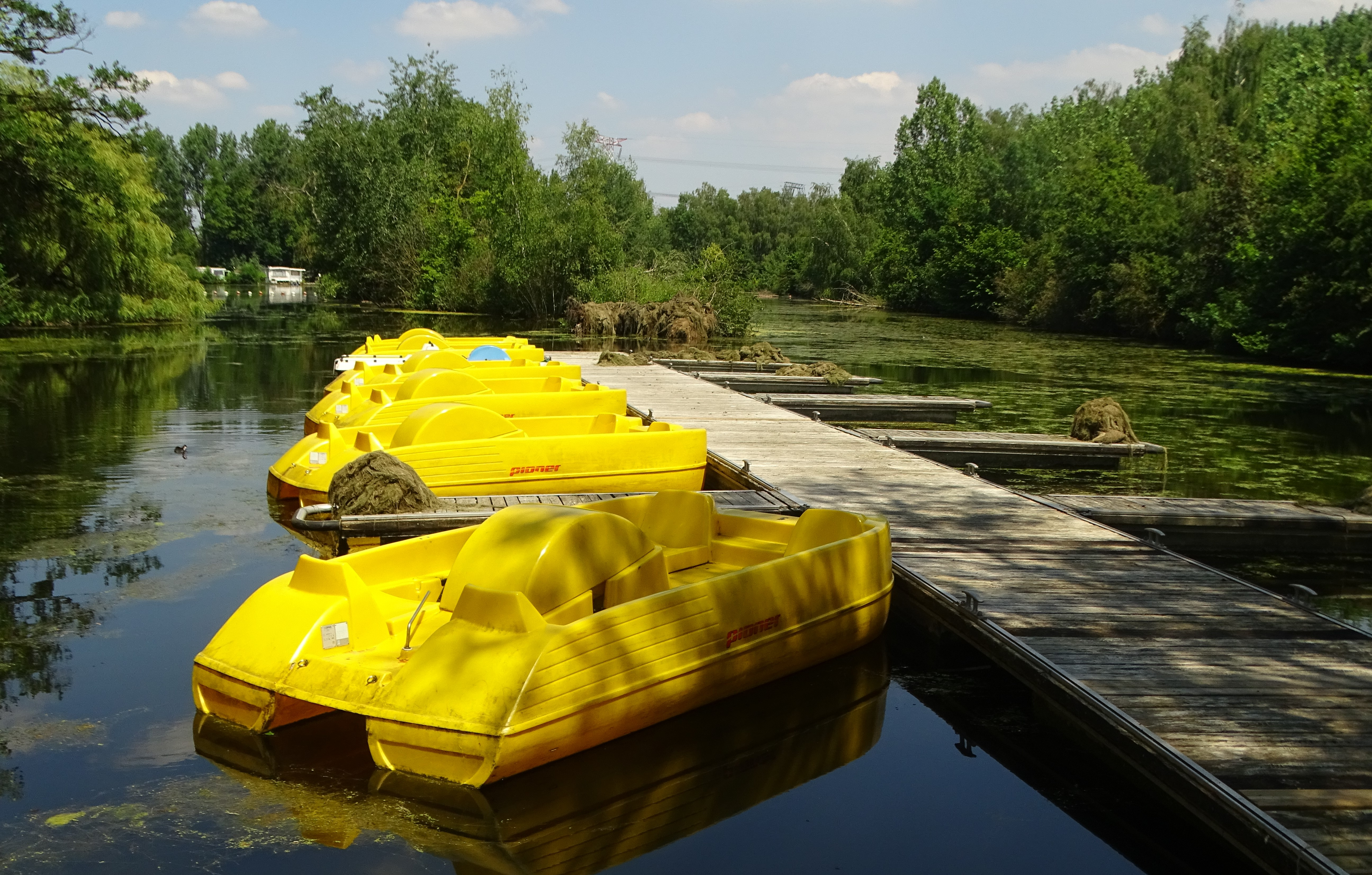
Les Pédalos.
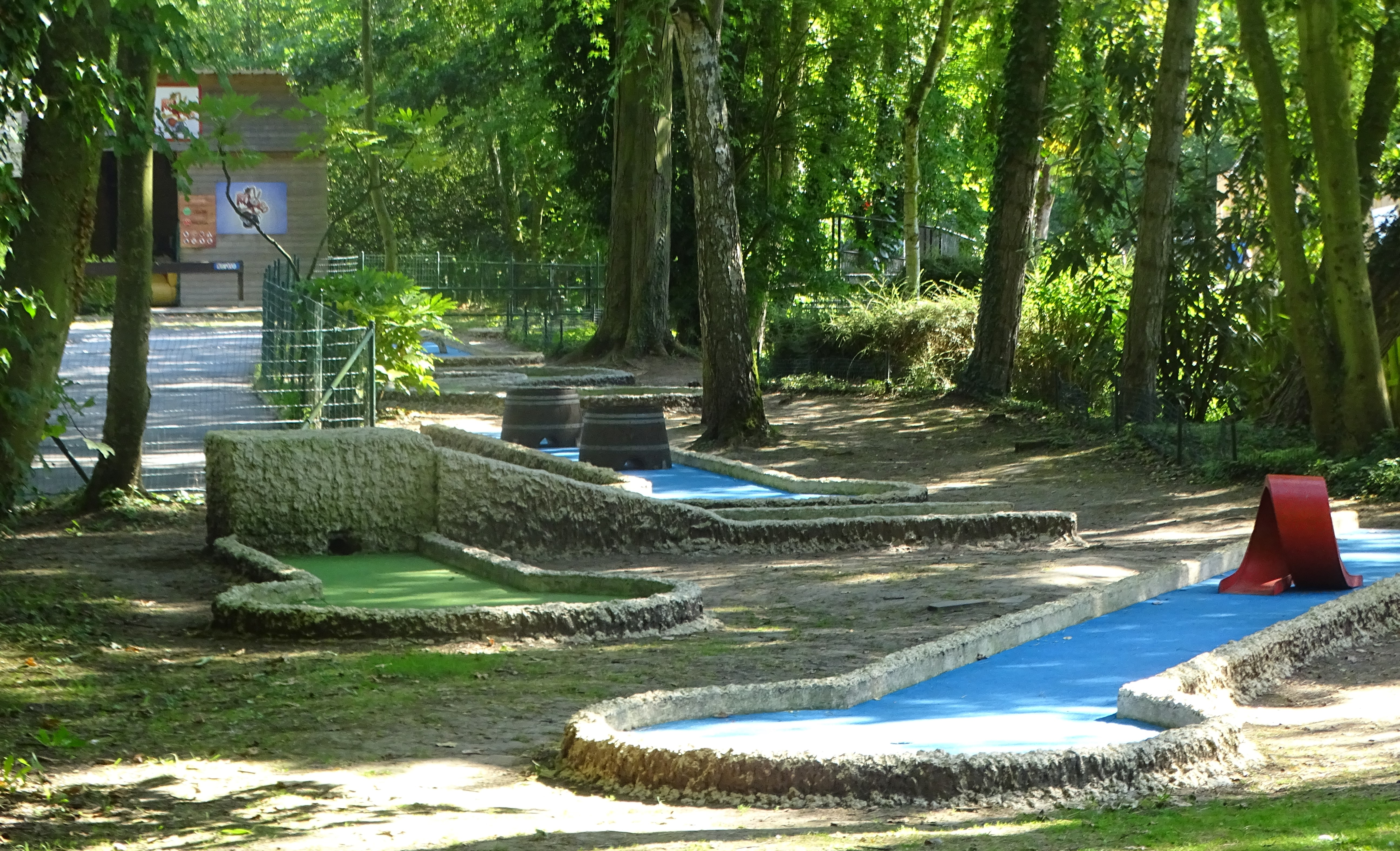
Le Mini-golf (1986).
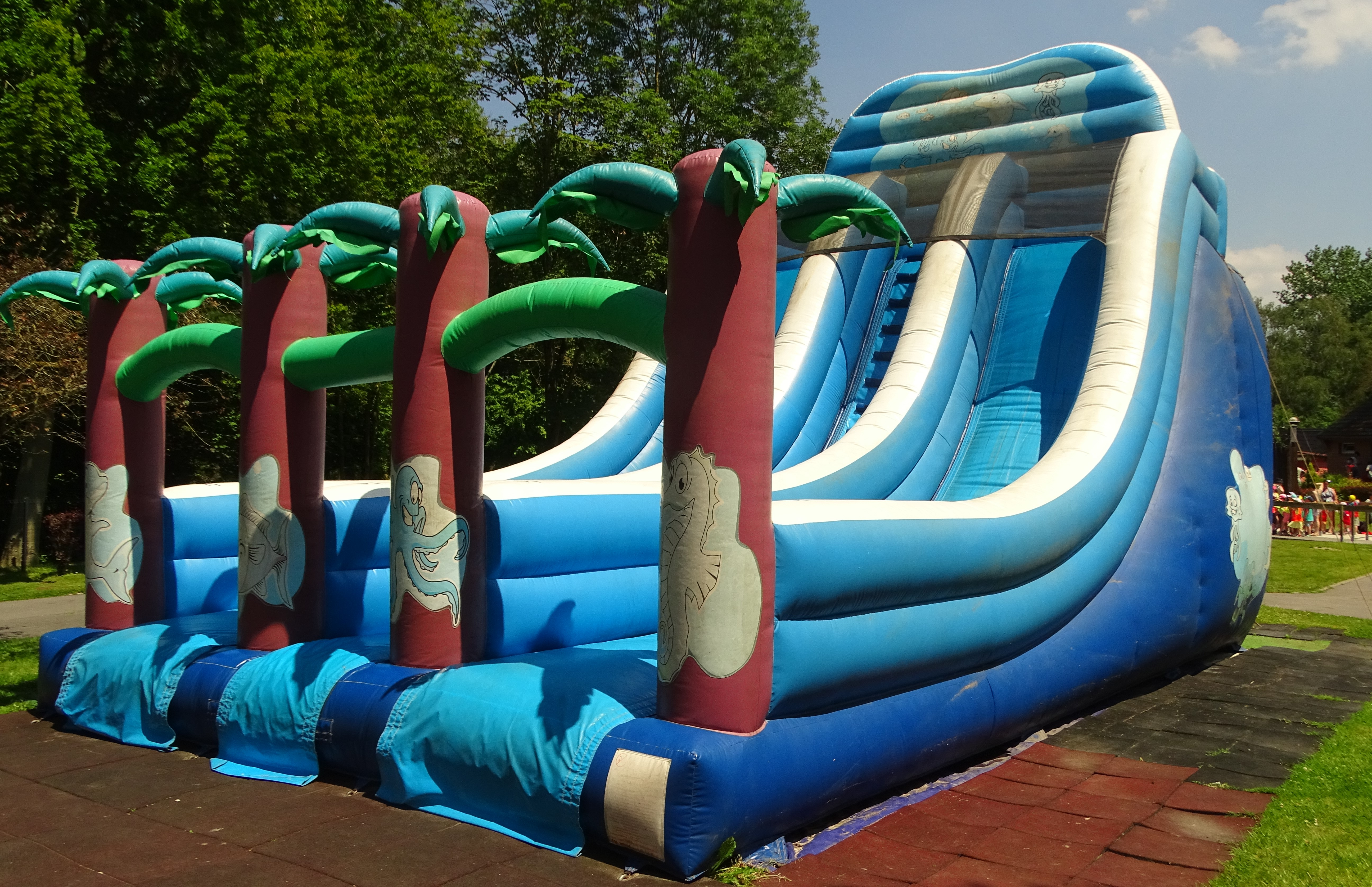
Structure gonflable.
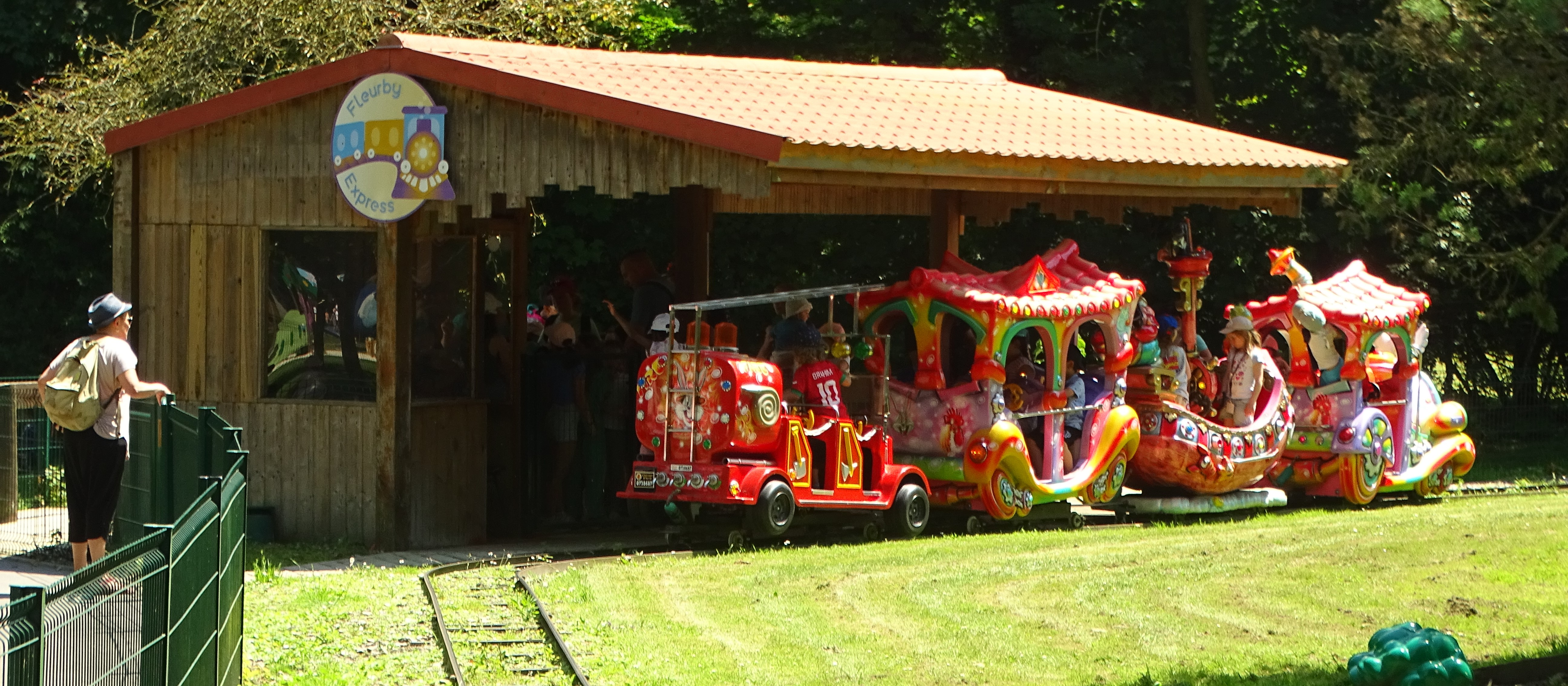
Le Fleurby Express (2004).
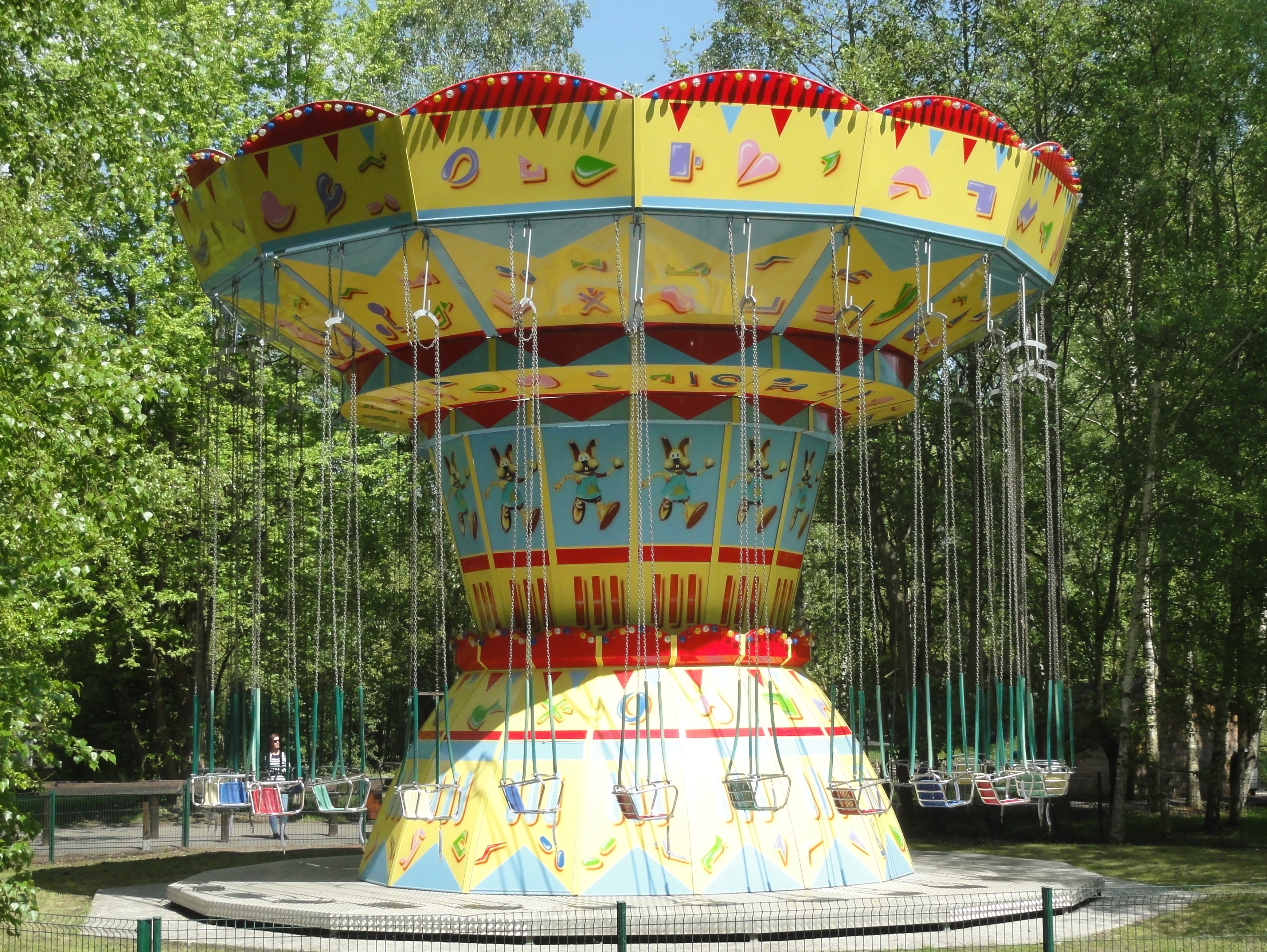
Les Chaises volantes (2006).
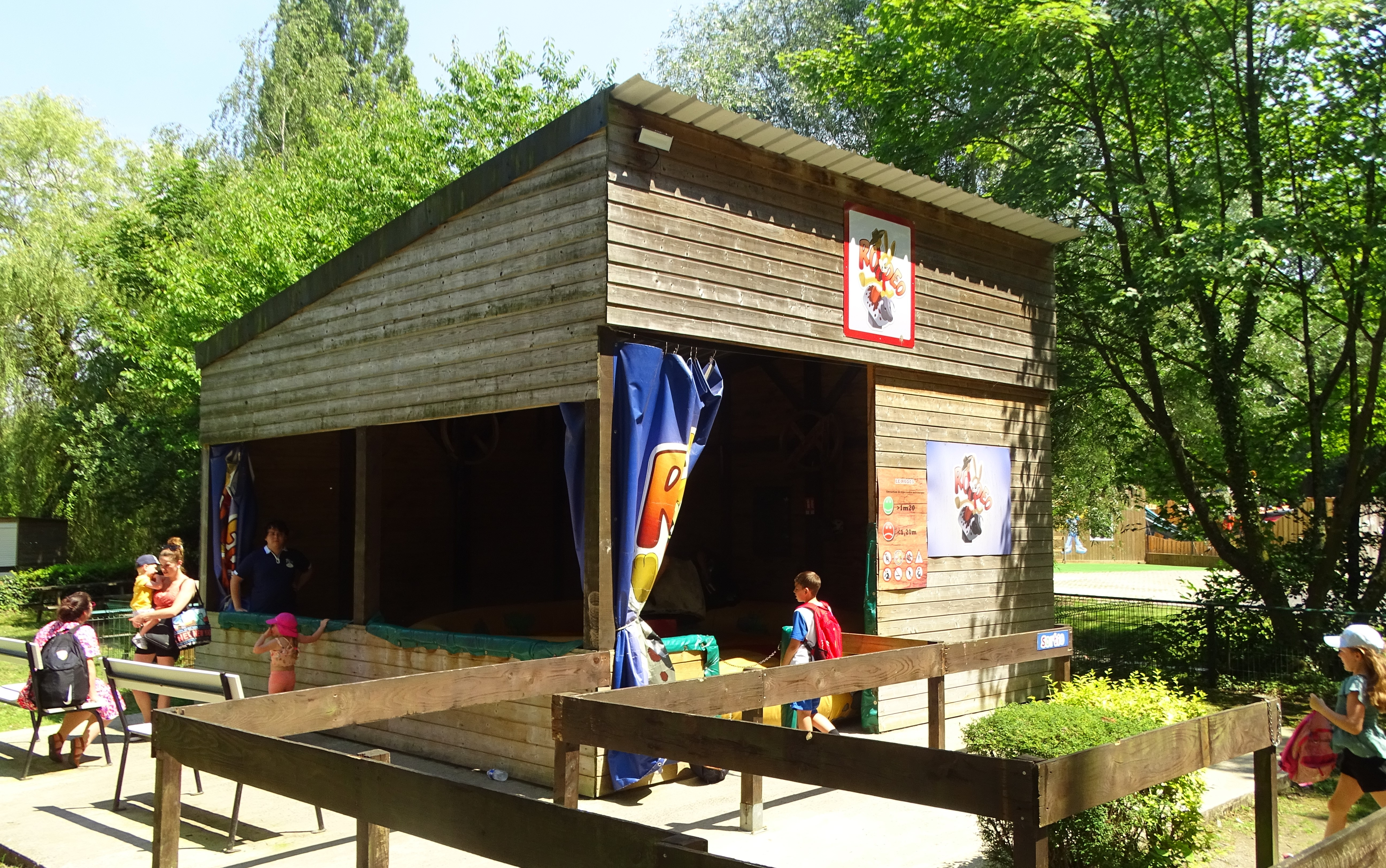
Le Rodéo (2011-2023).
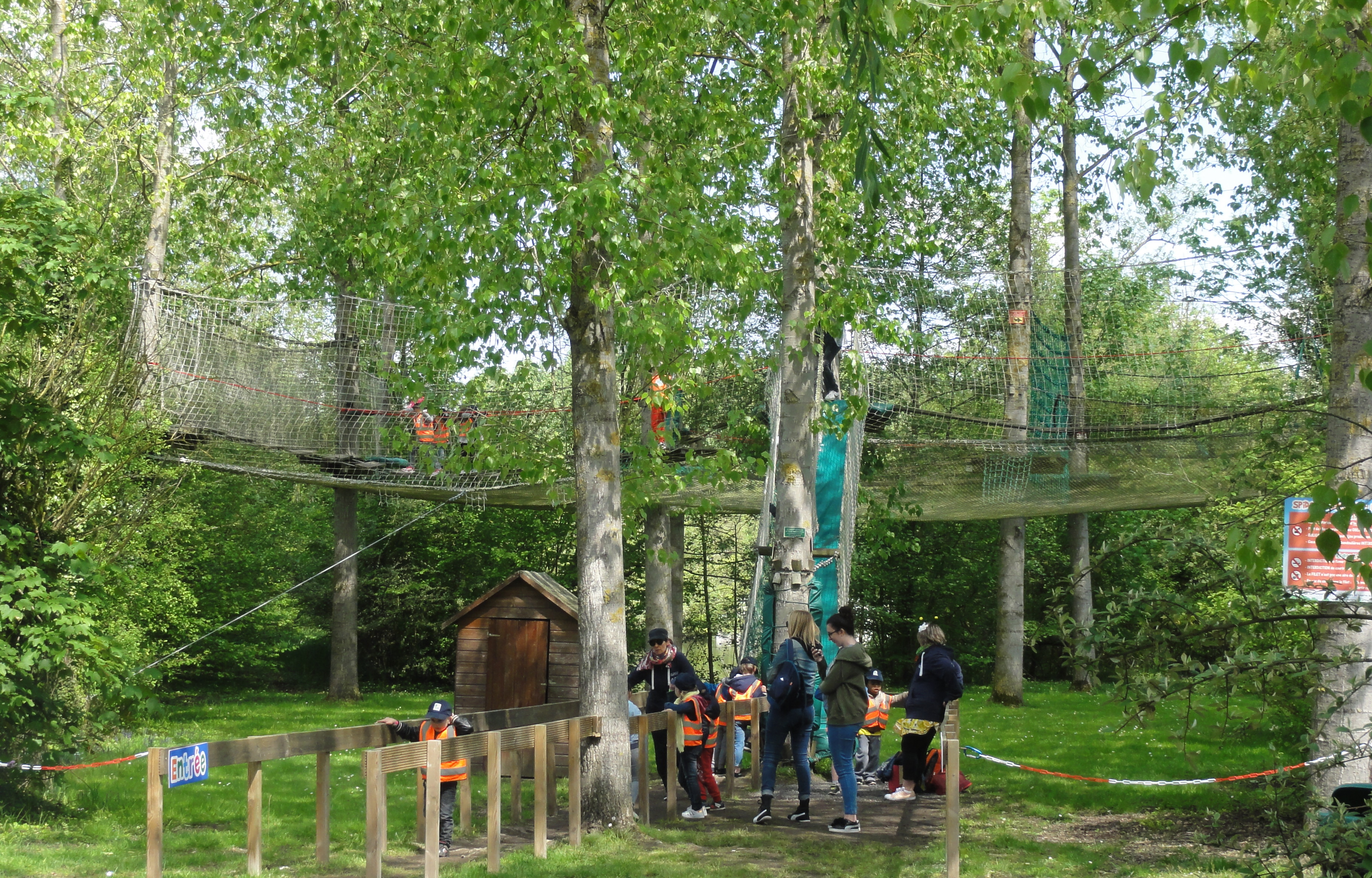
L'Accrospider, devenu Spideraventure, en service de 2012 à 2018.
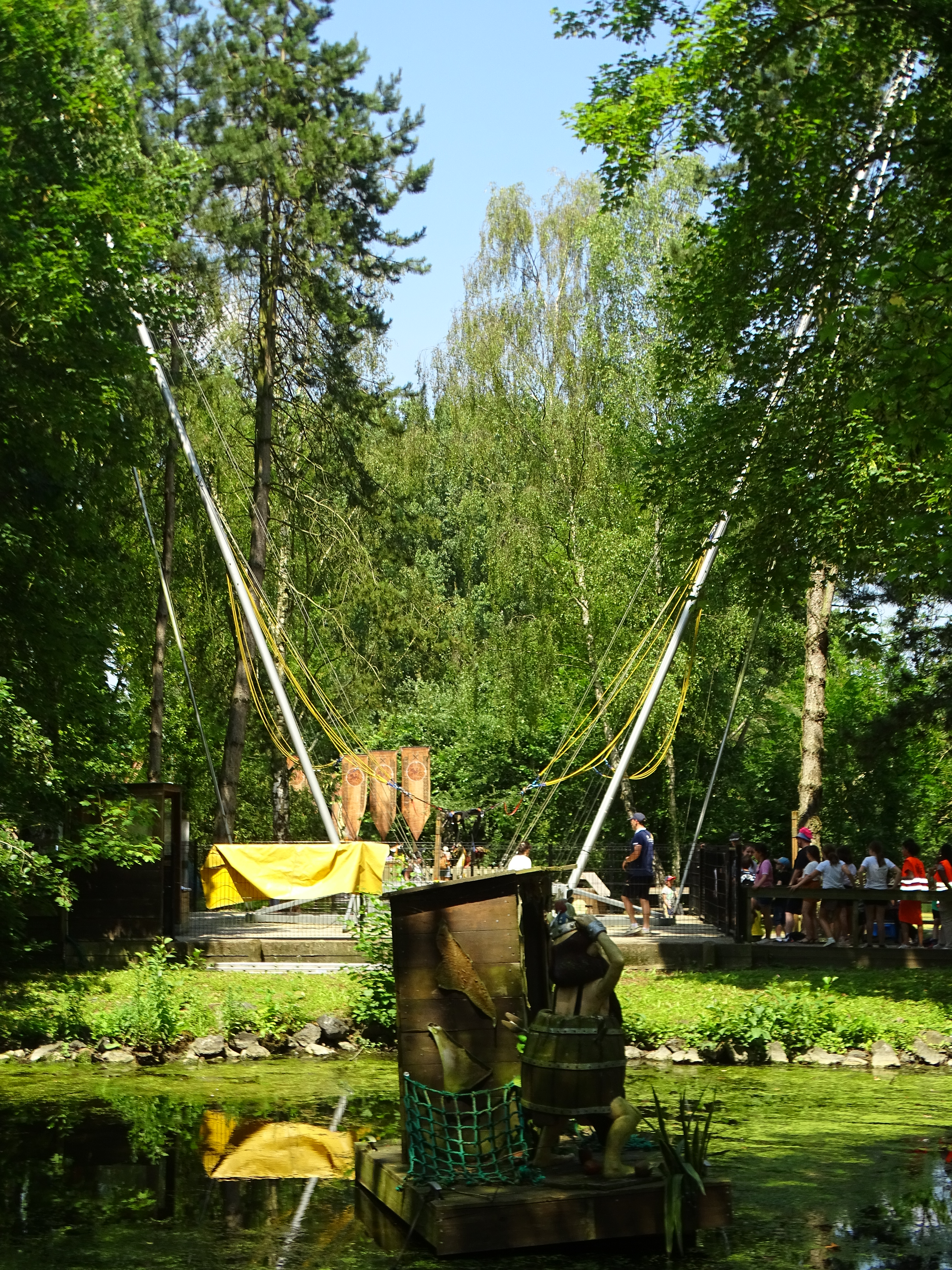
La Catapulte (2013).
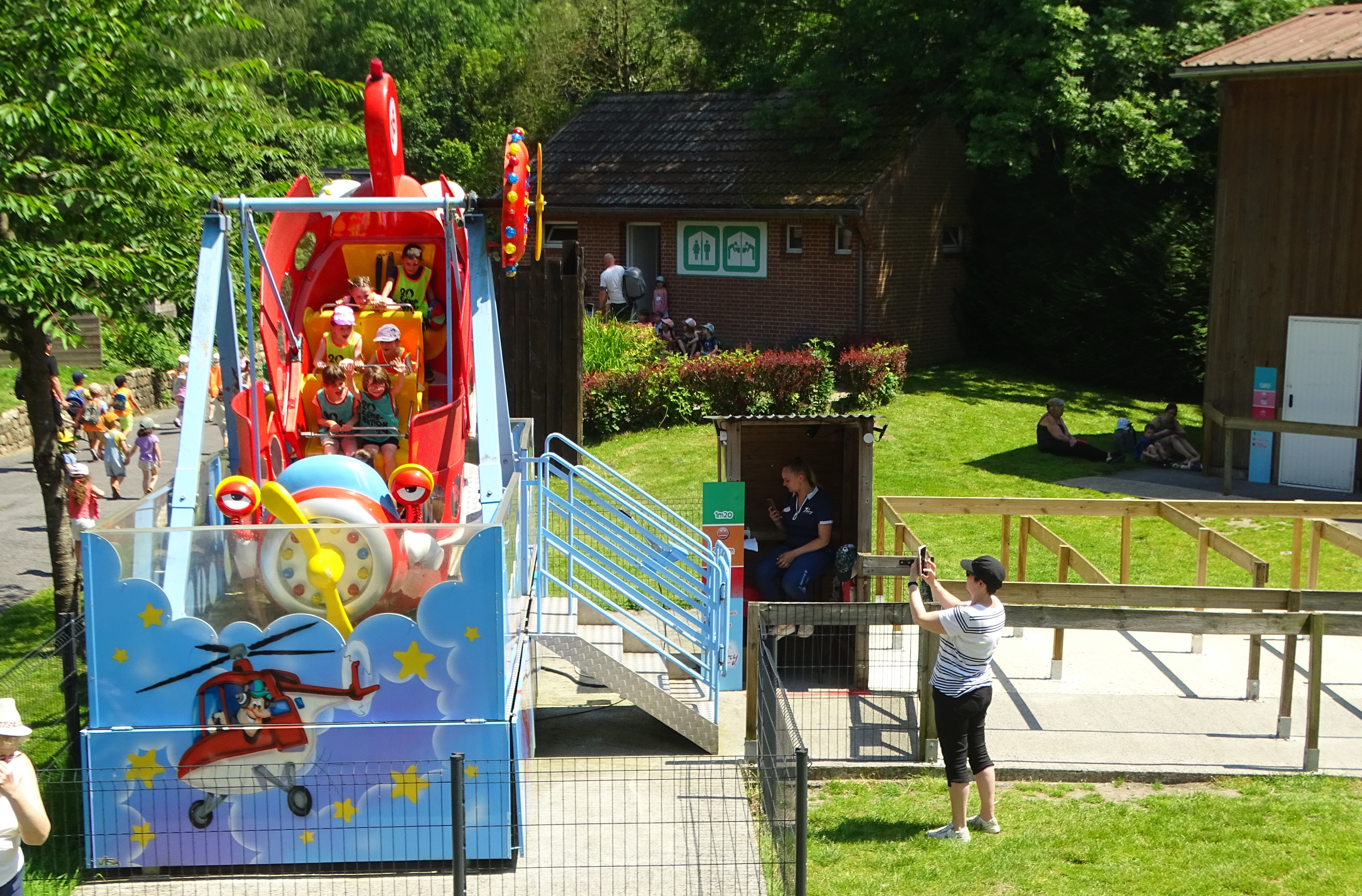
L'Aéro-club (2013).
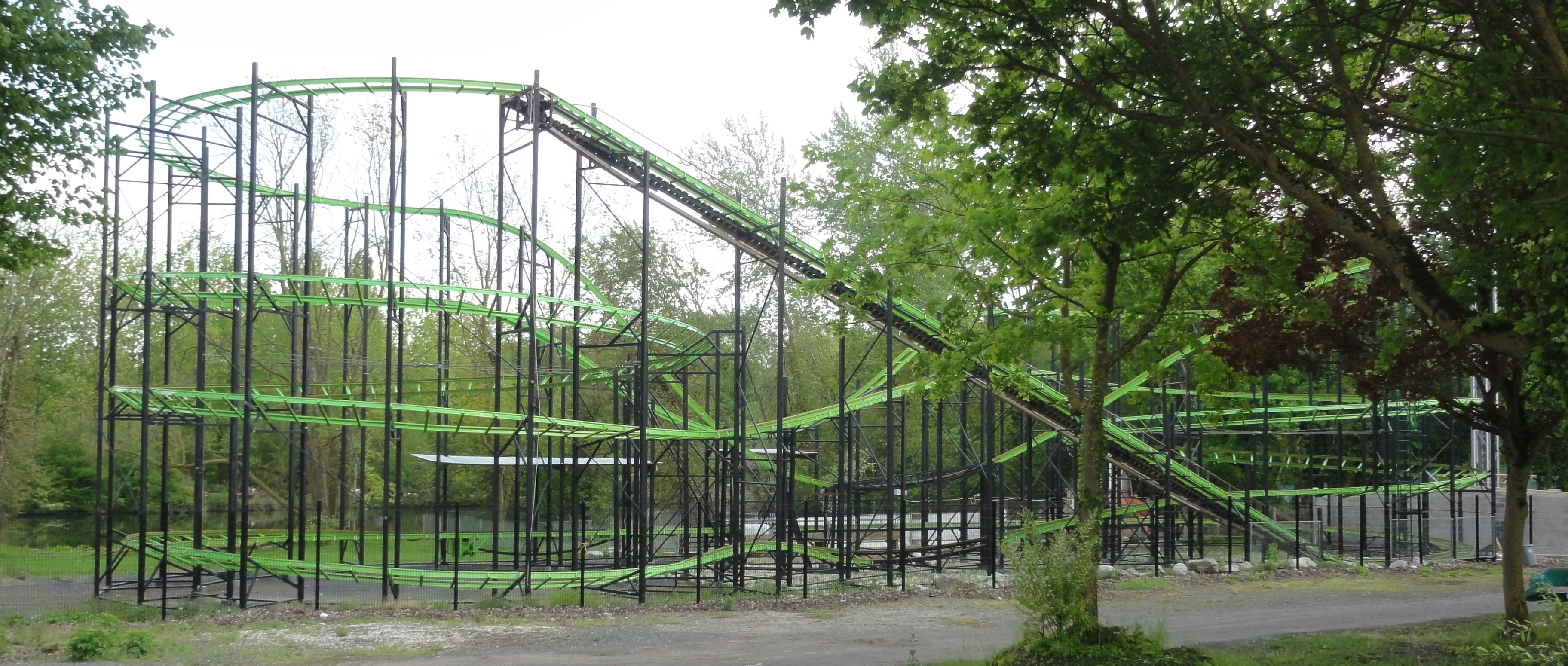
L'Imoogi, en service de 2016 à 2021.
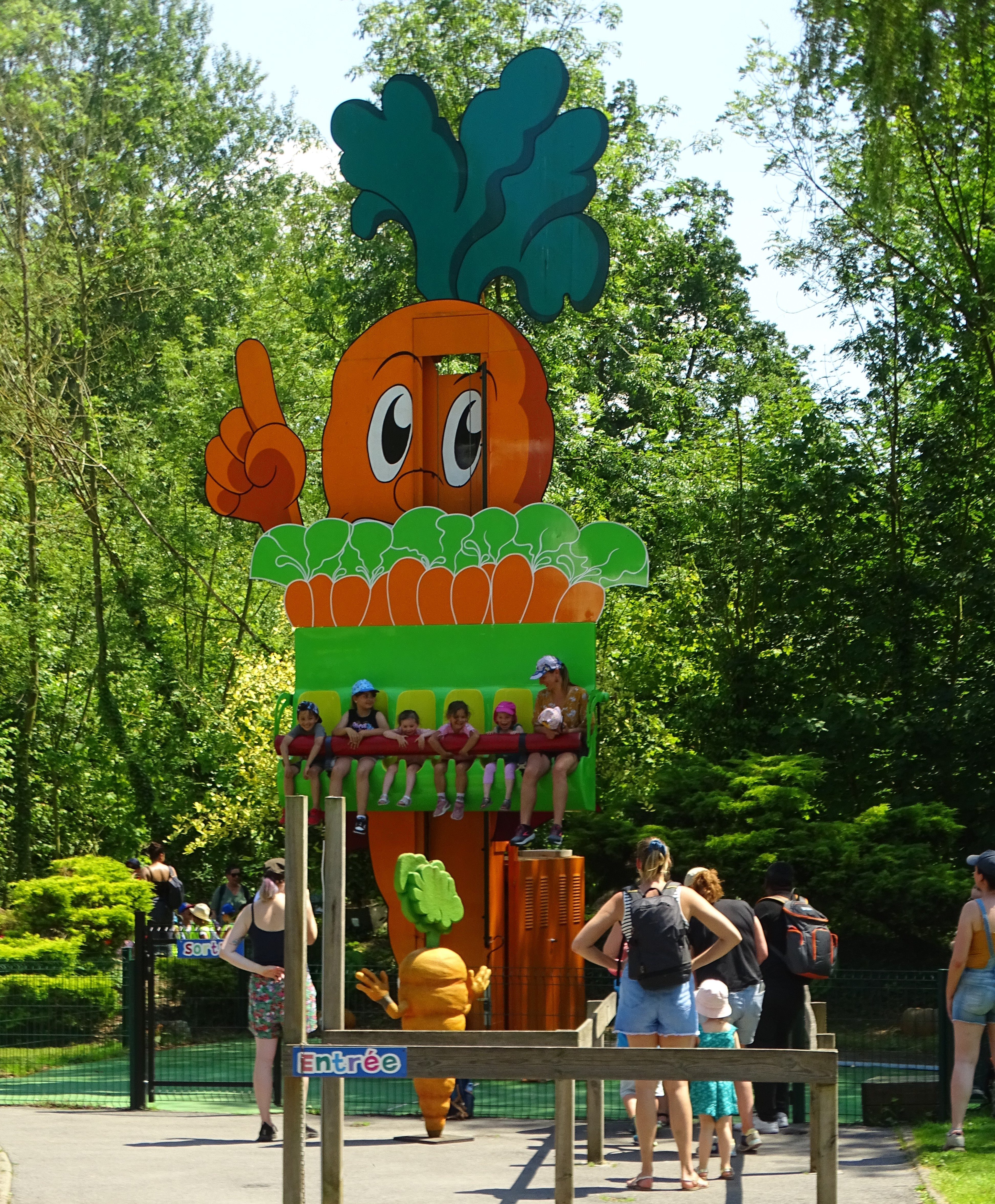
La Carotte (2016).
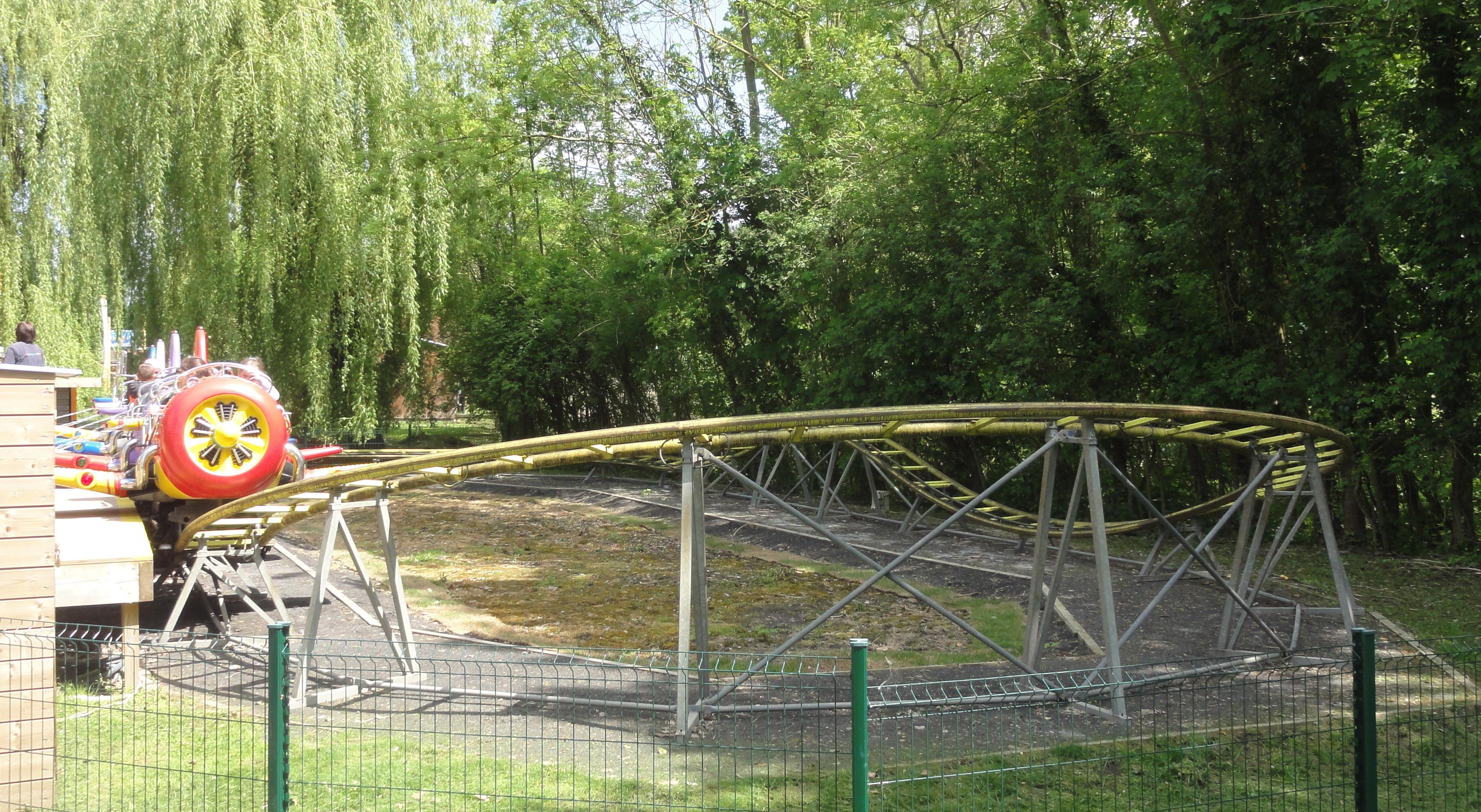
L'Aircraft (2017).
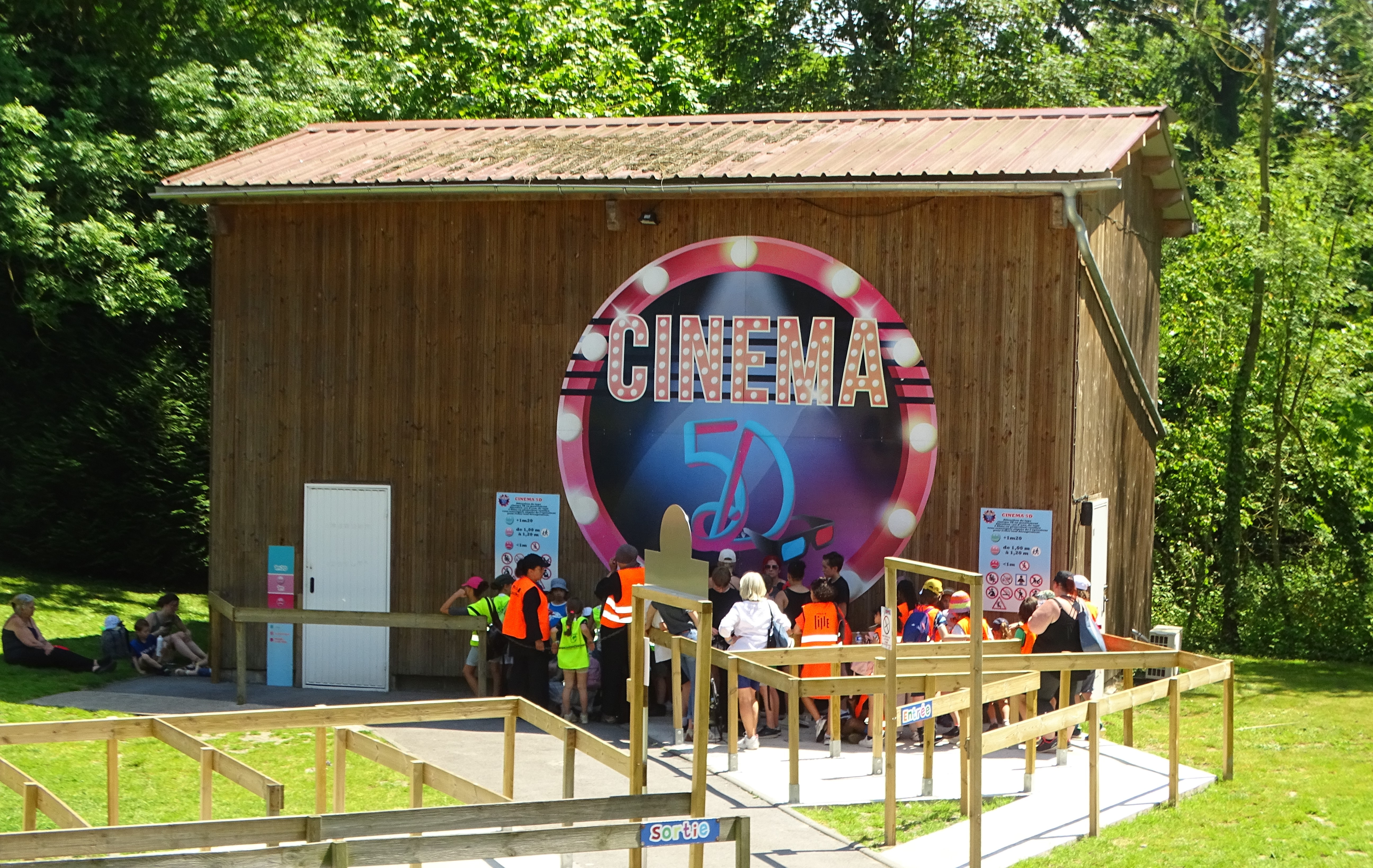
Le Cinéma 5D (2017).
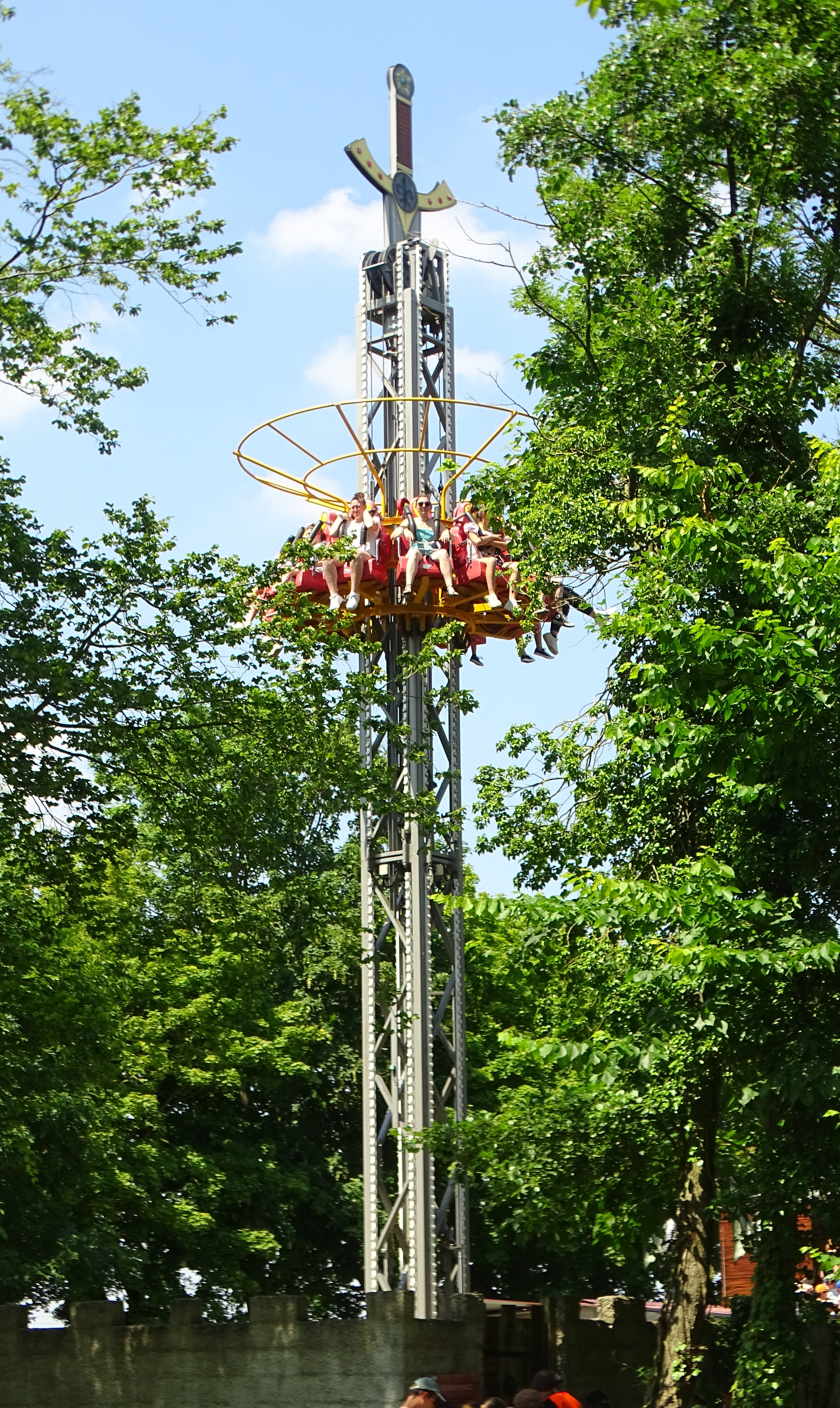
L'Épée d'Odin (2018).
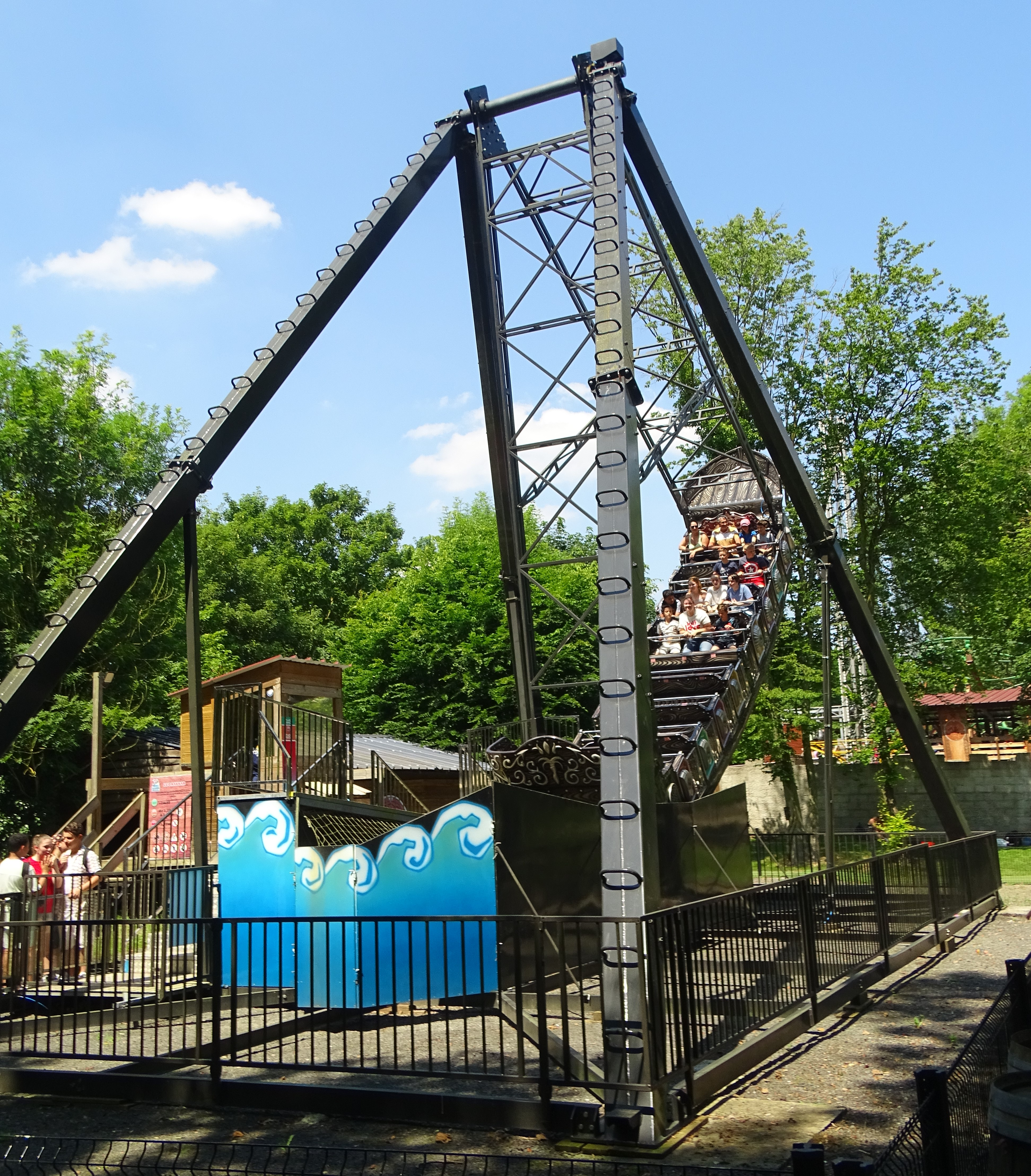
Le Drakkar (2018).
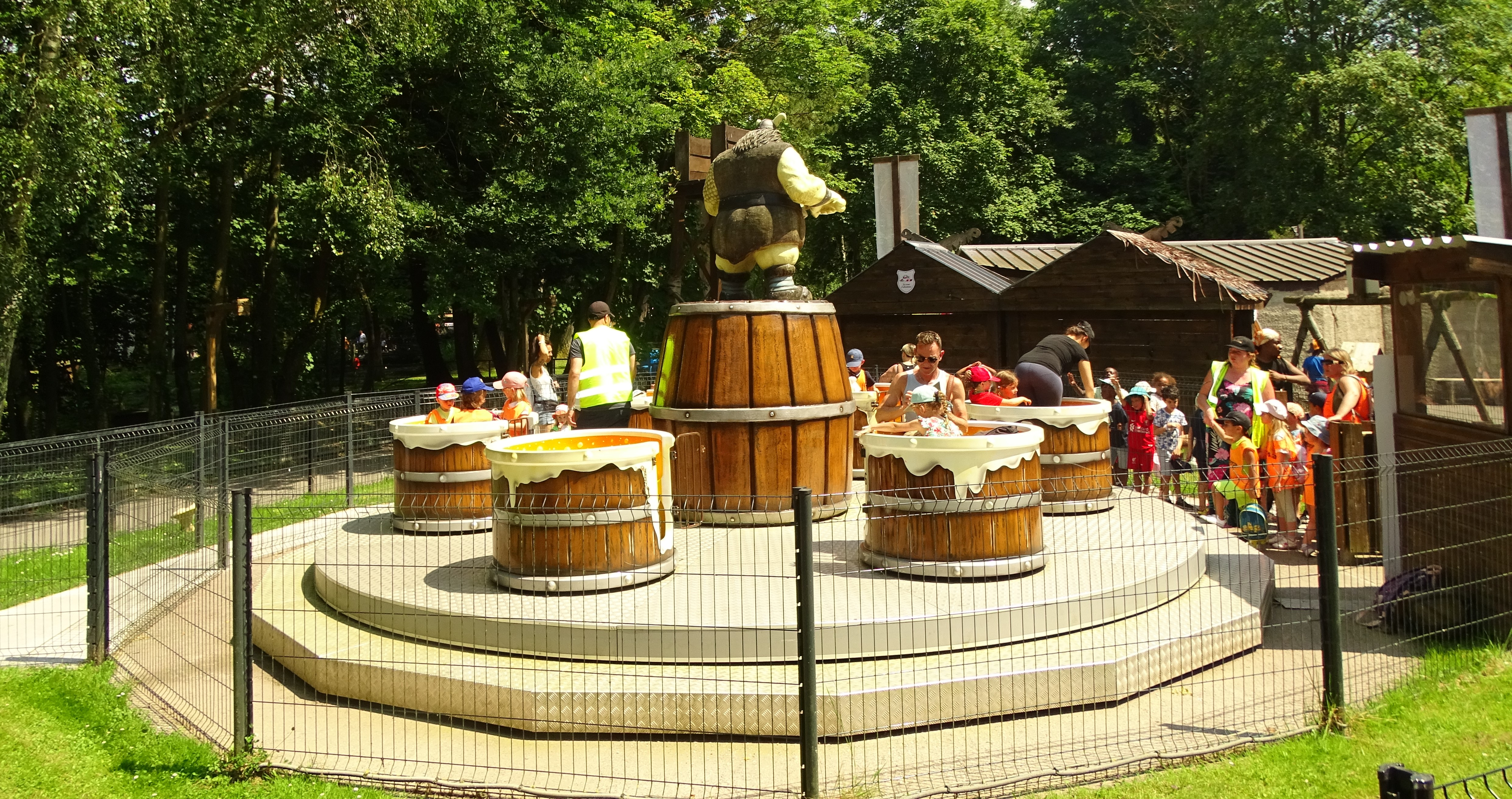
Les Chopes d'Égil (2019).
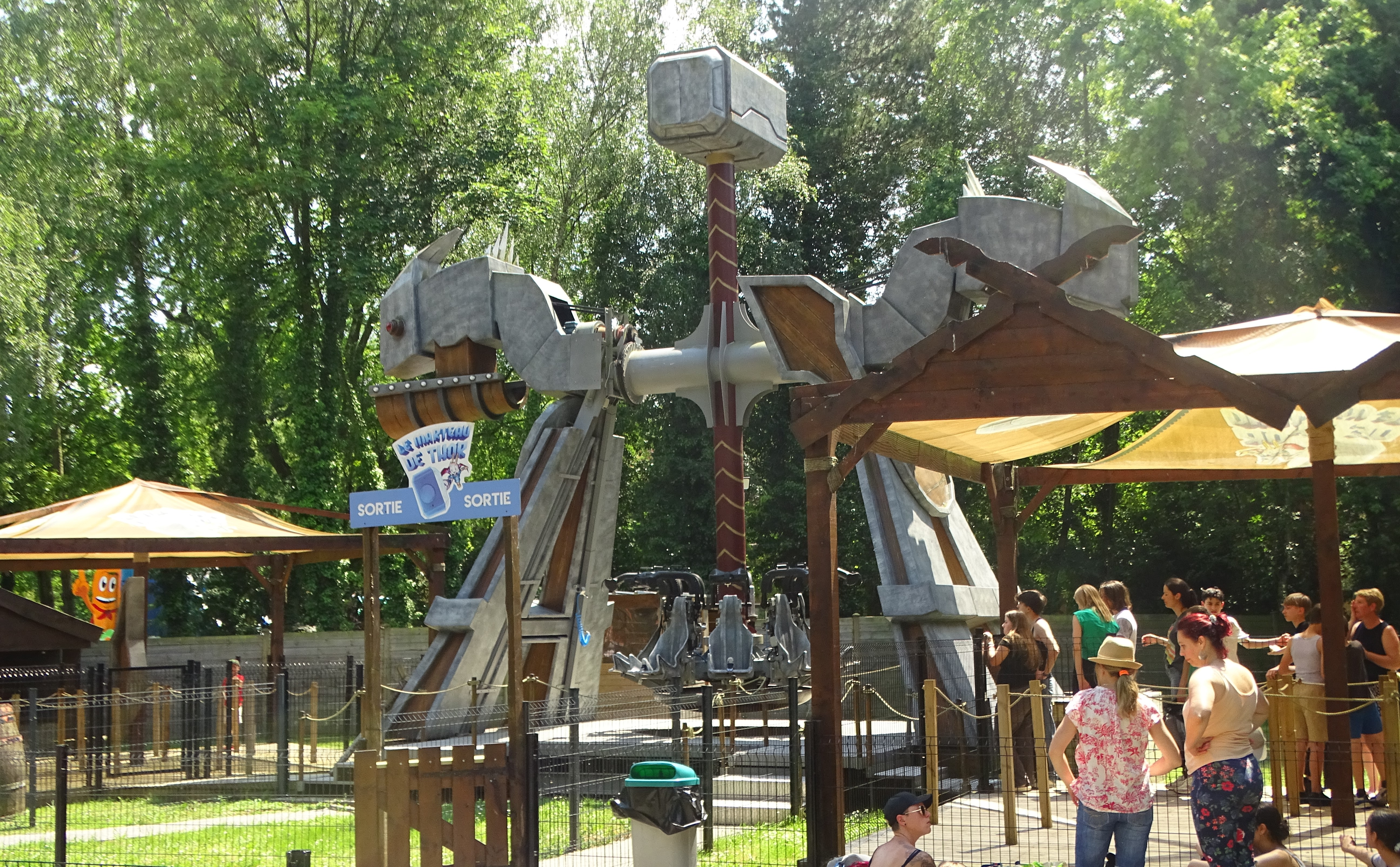
Le Marteau de Thor (2019).
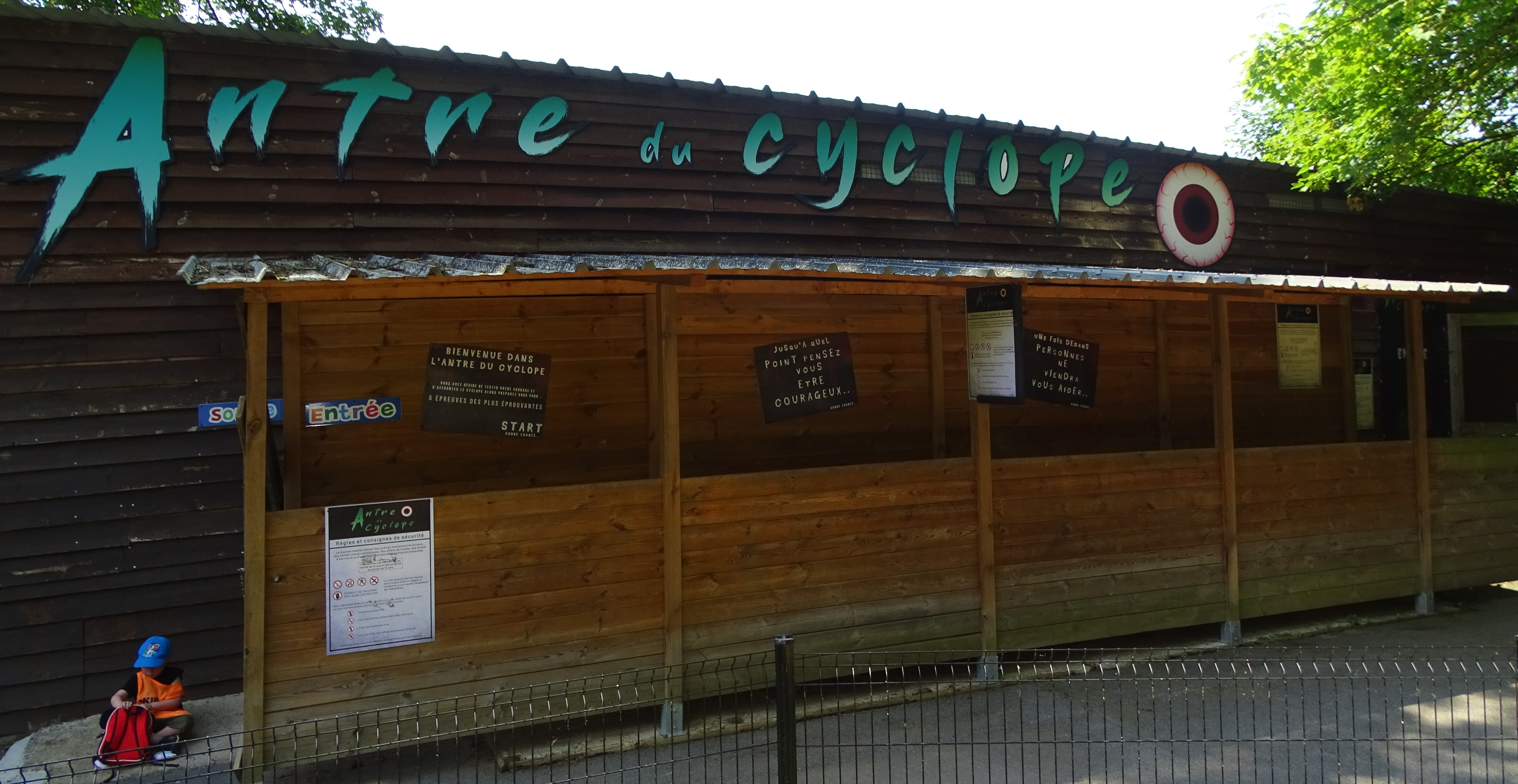
L'Antre du Cyclope (2019).
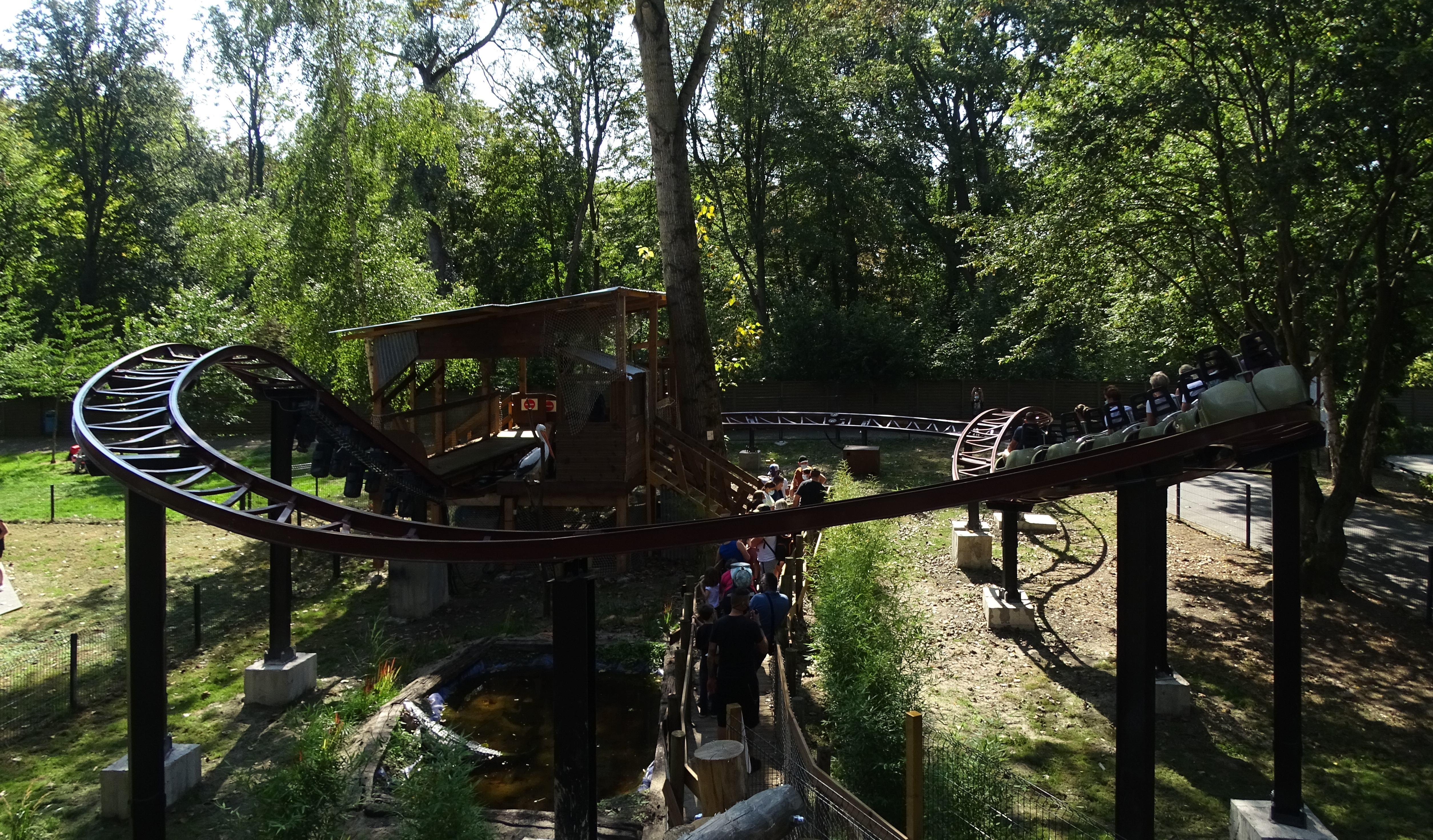
Le Bayou Express (2020).
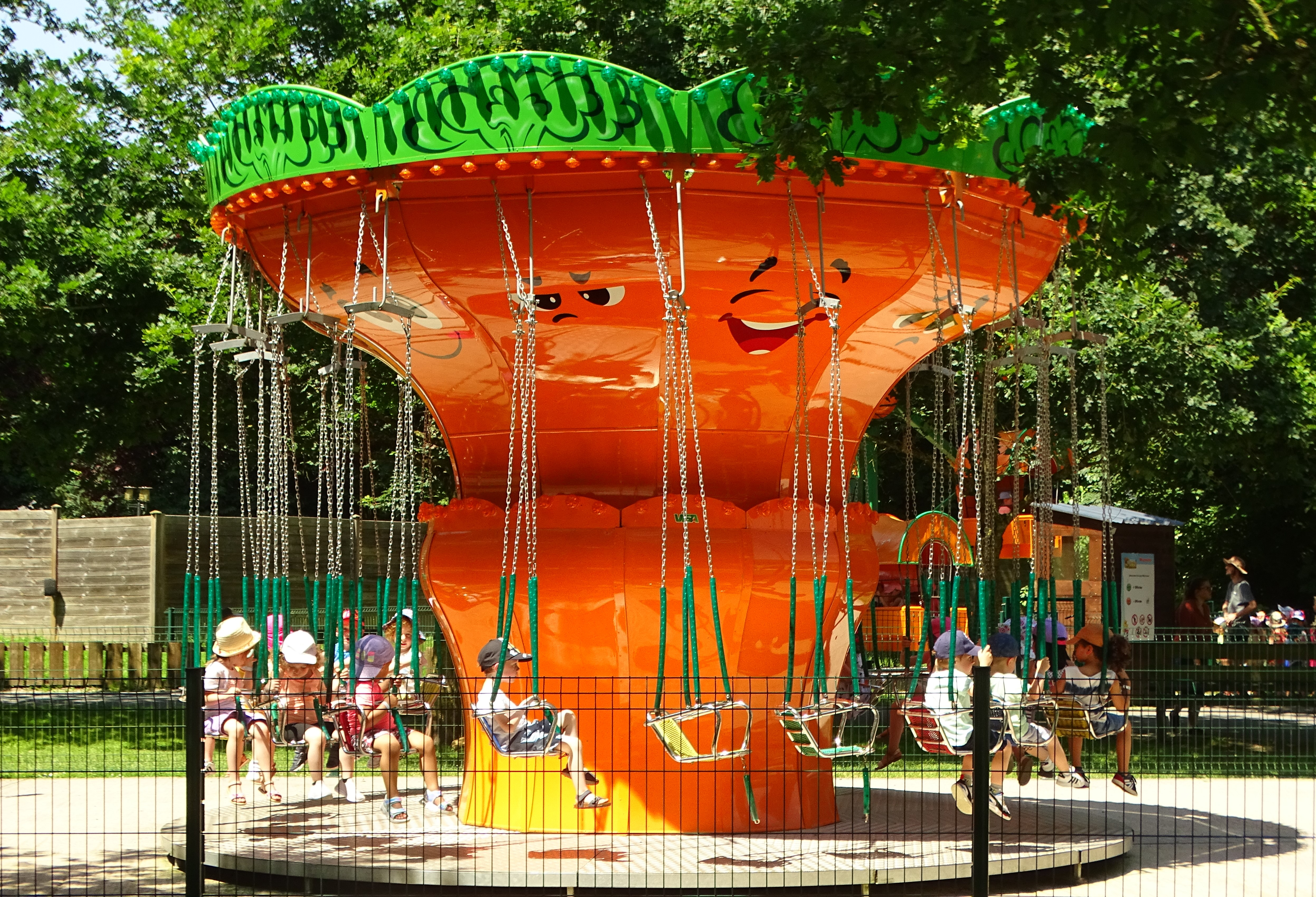
Le Léonardo (2020).
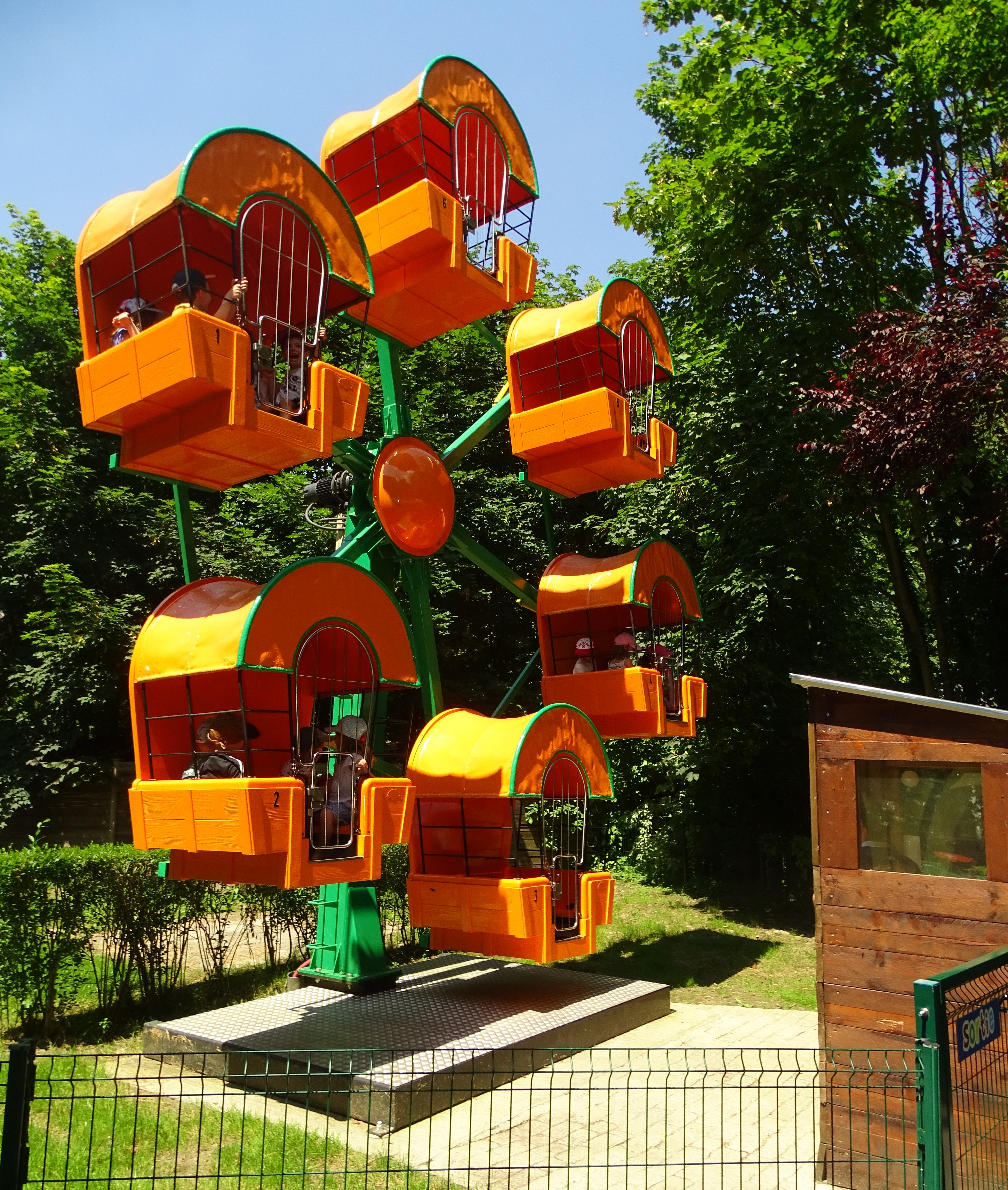
La Warotte (2022).
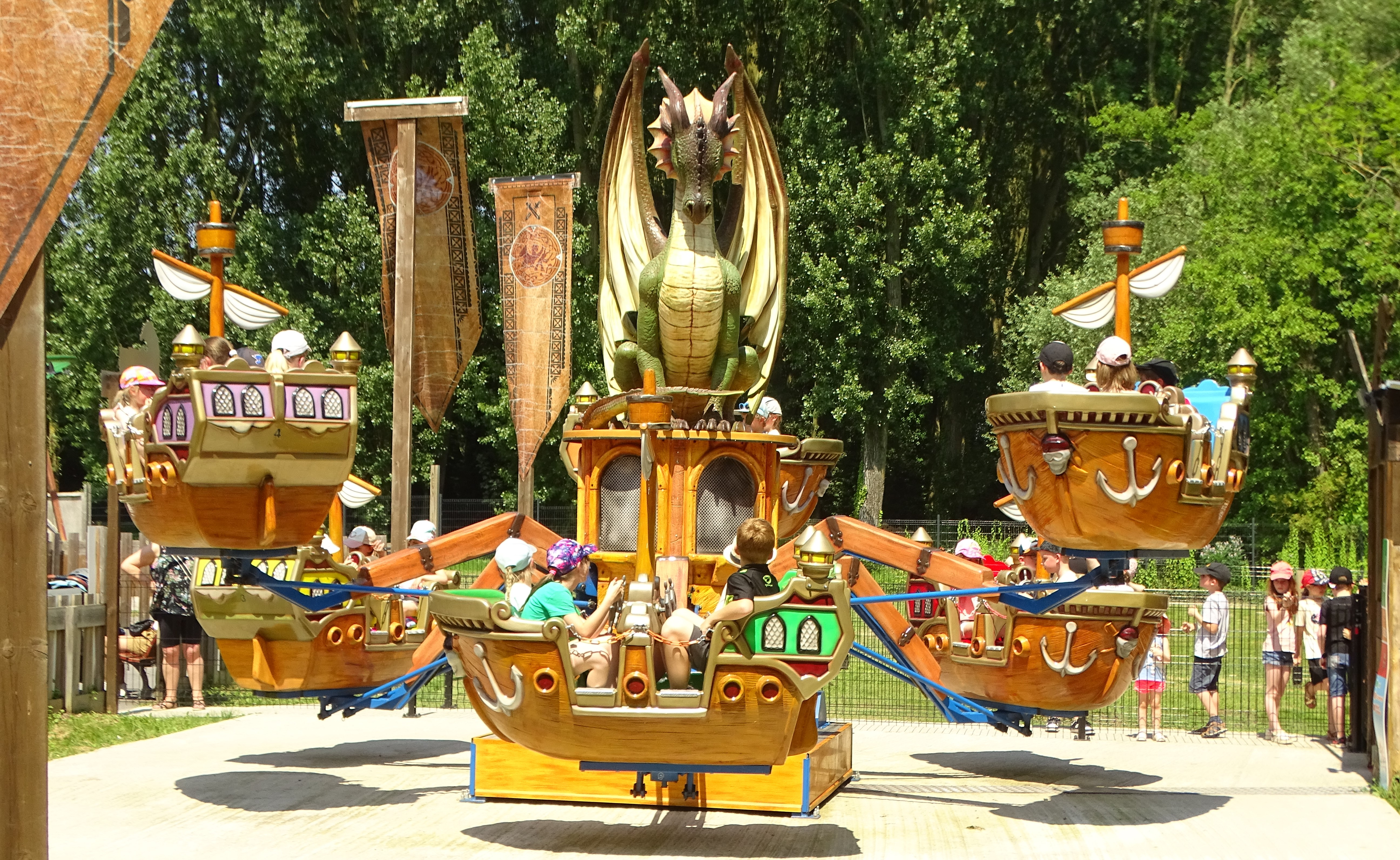
Le Valéron (2022).
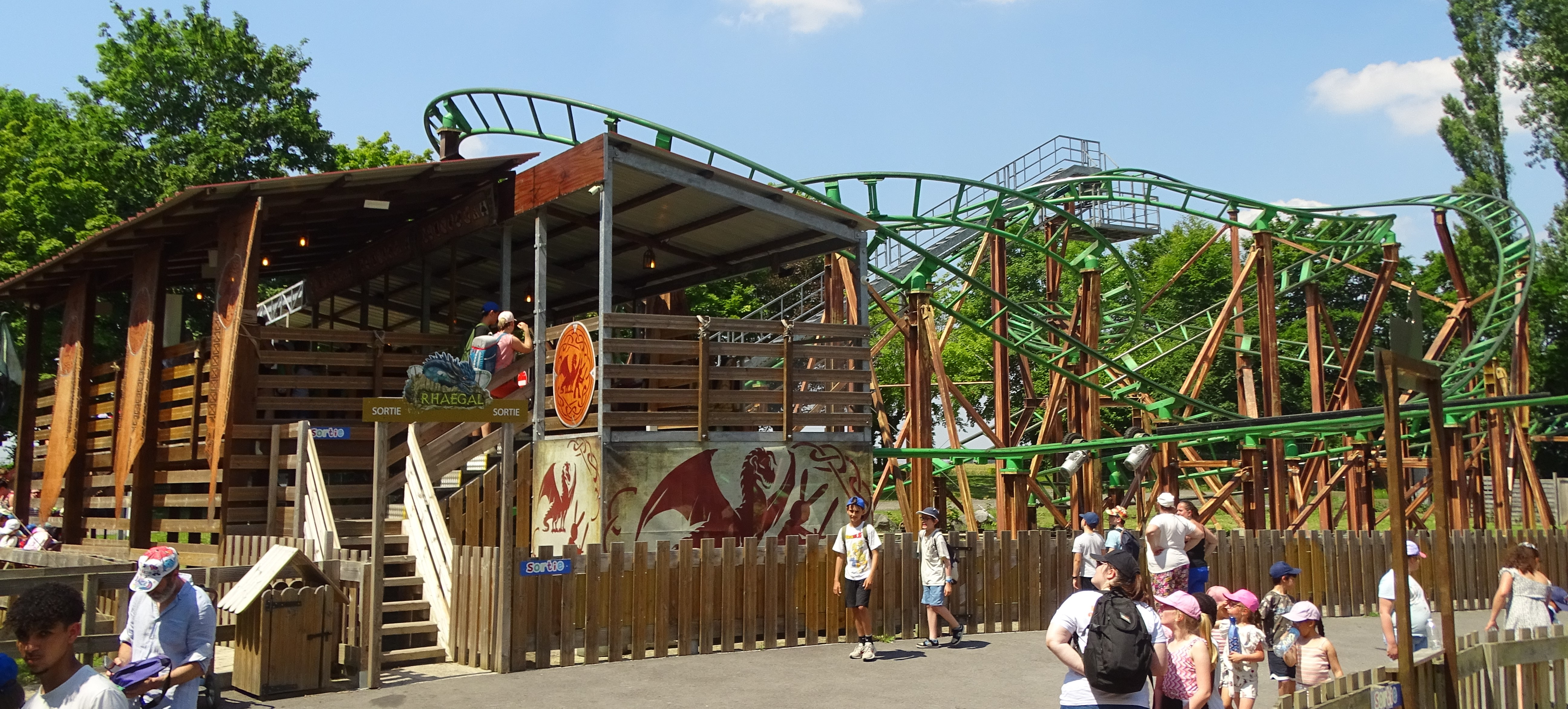
Rhaégal (2022).
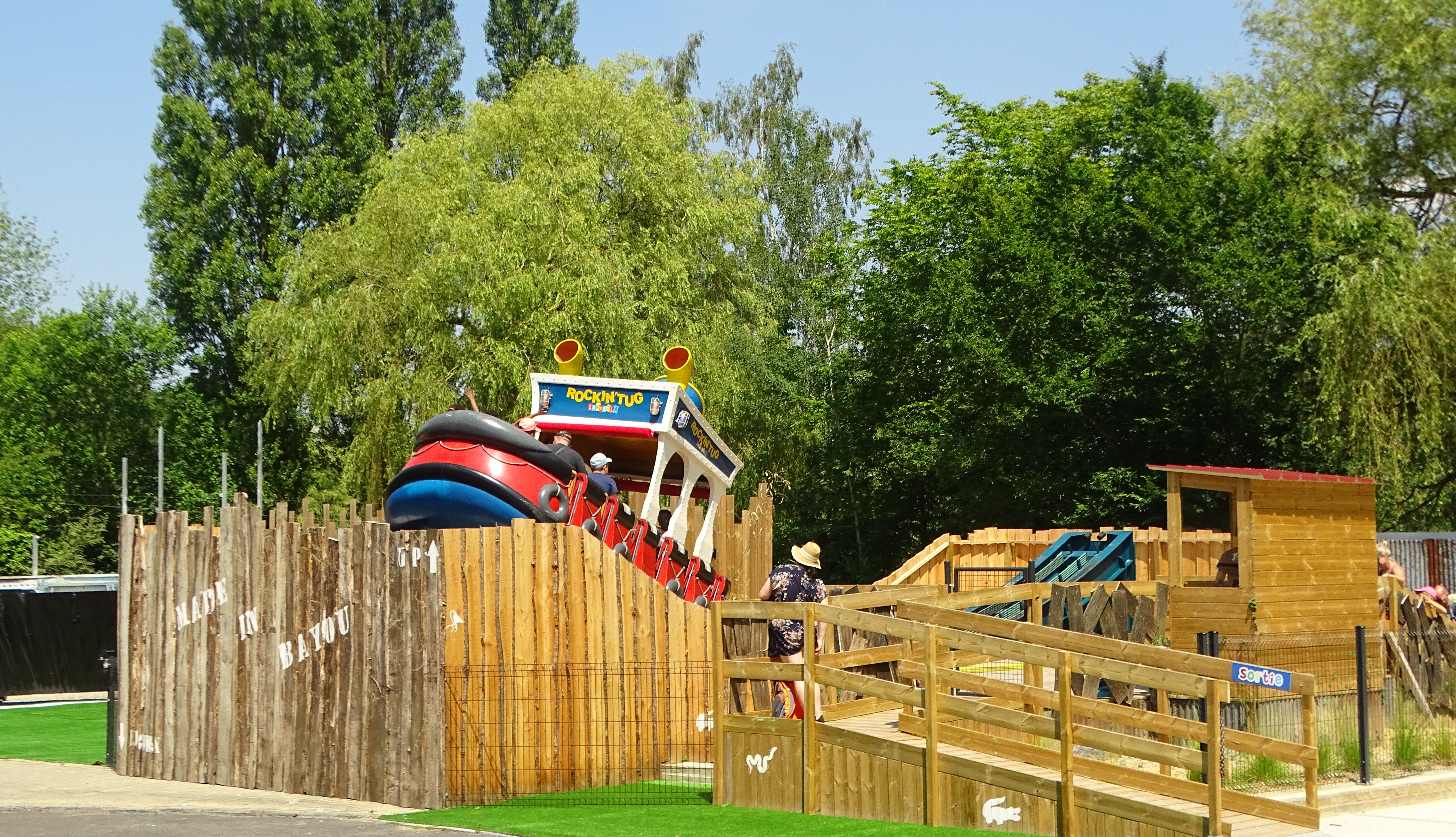
Le Dock's Boat (2024).
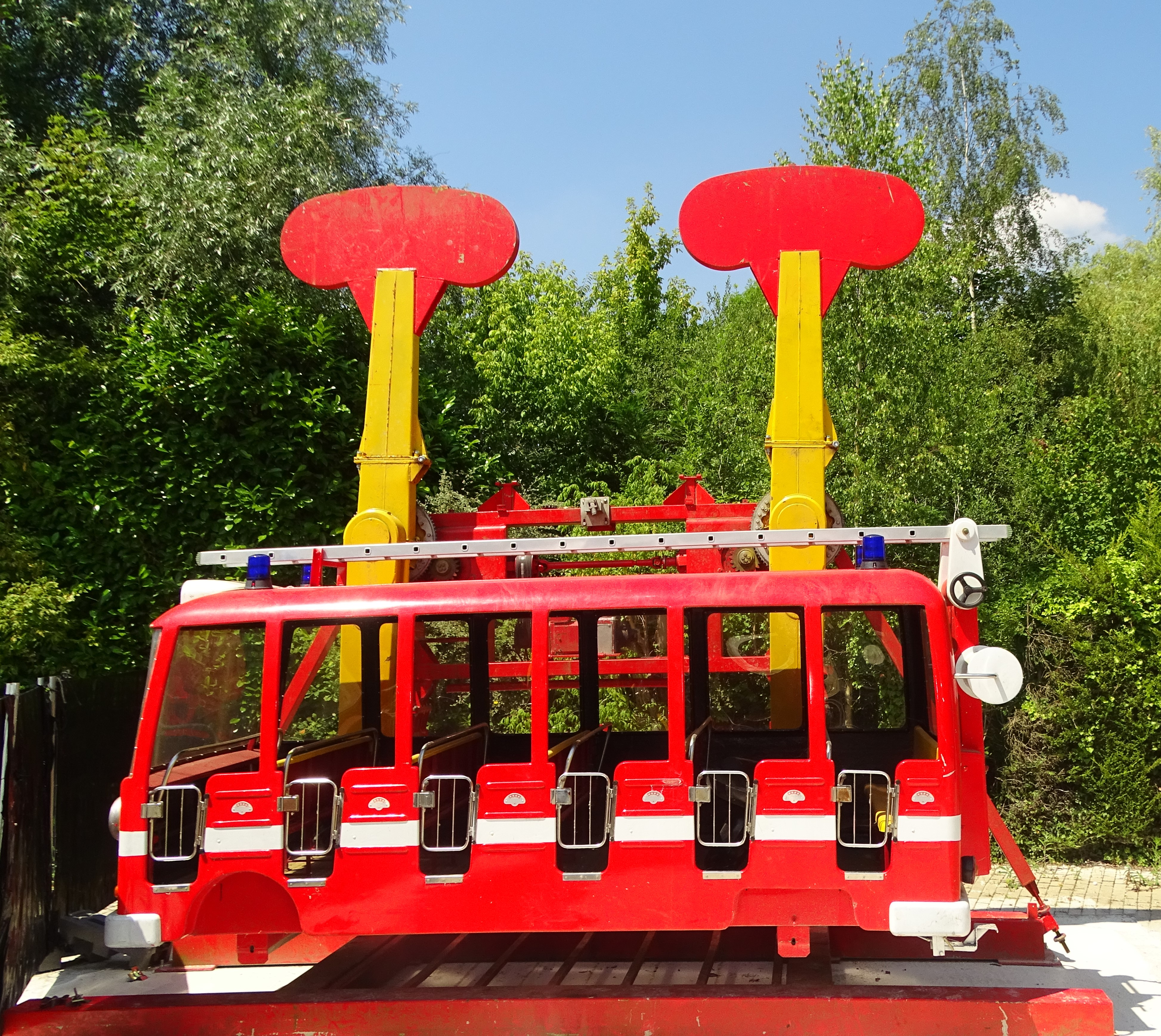
Le Red Bus (2024-2024).
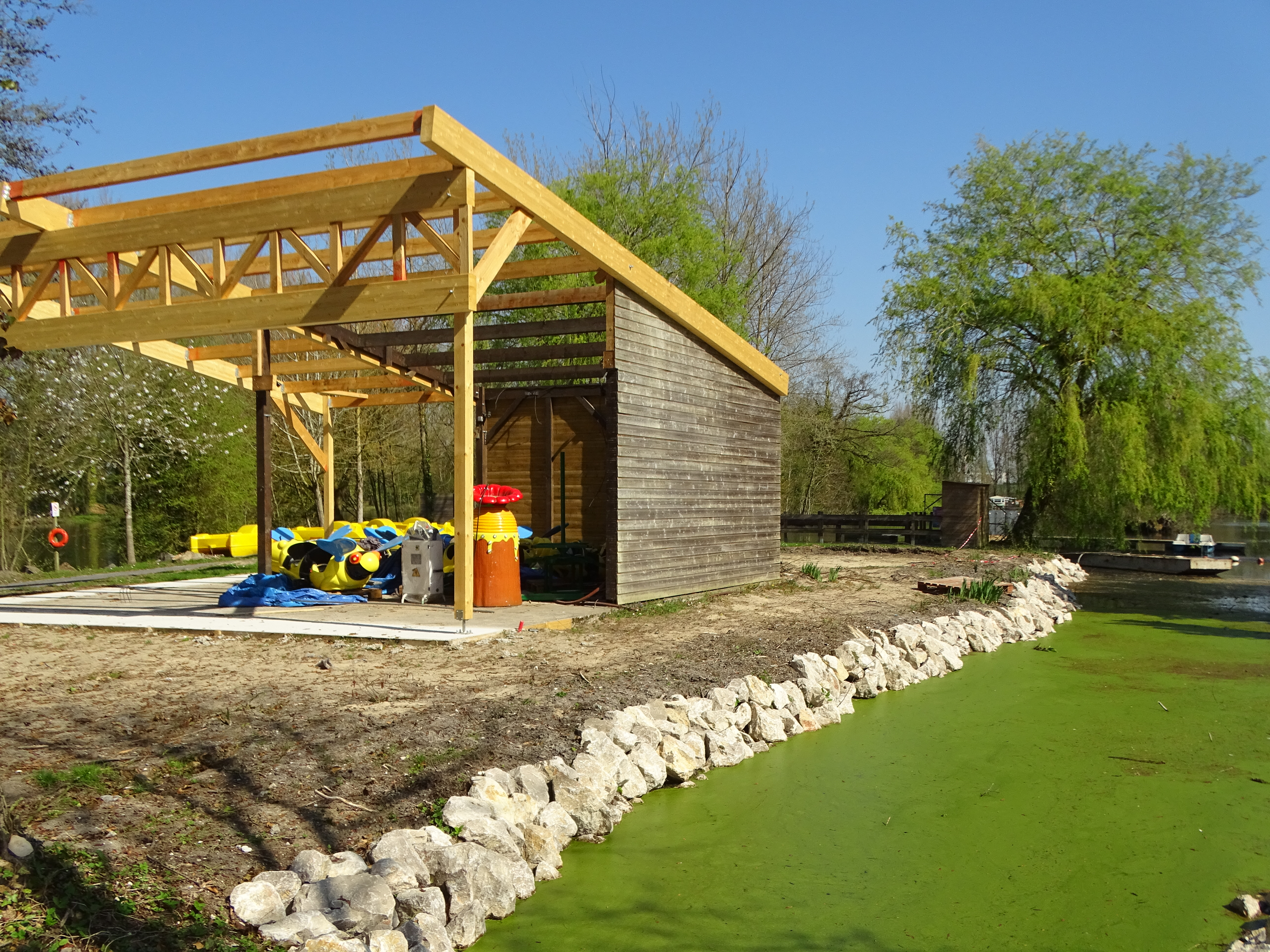
La Ruche (2025).
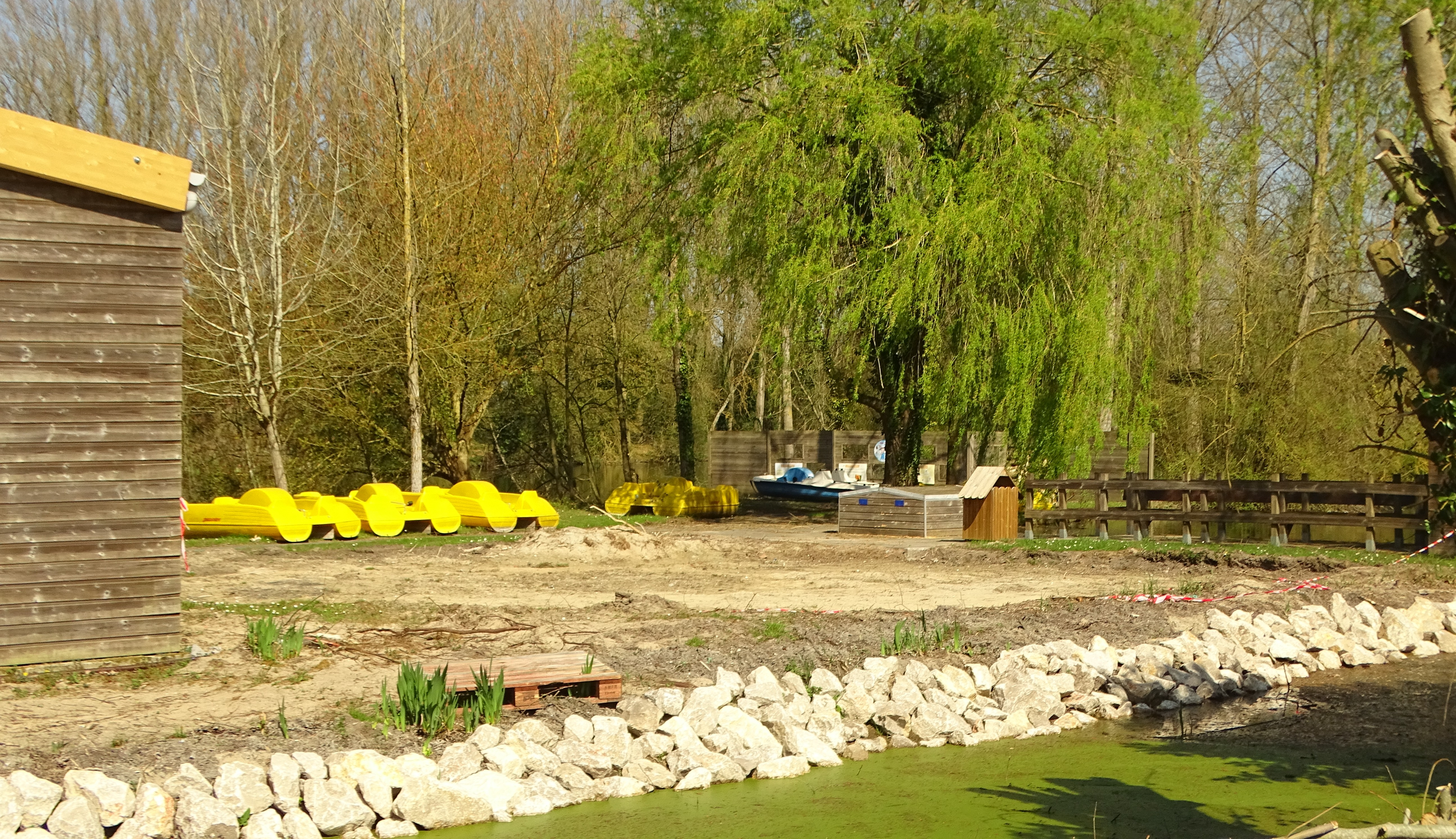
Les Herbes Hautes (2025).

## Fréquentation
On dénombre 44 000 visiteurs en 2008, 42 000 en 2009, 35 000 en 2010, 64 245 en 2011 à la suite de la reprise, 72 008 en 2012, 75 011 en 2013, 70 428 en 2014, 84 680 en 2015, 132 443 en 2016, 154 221 en 2017, 195 800 en 2018 et 201 140 en 2019.
Les mesures imposées pour limiter la propagation de la Covid-19 entraînent une baisse importante de la fréquentation, on dénombre ainsi environ 100 000 visiteurs en 2020 et 150 000 en 2021.
Le Fleury bât en revanche son record de fréquentation à l'issue de la saison 2022, avec 212 000 visiteurs,. Il y a eu 198 000 visiteurs en 2023, 197 200 en 2024.